# Radar automatique en France
 (août 2025).
Pour les autres articles nationaux ou selon les autres juridictions, voir Radar automatique.

Panneau de signalisation français - Signal SR3a

Fin 2003, une directive gouvernementale à l'initiative de Nicolas Sarkozy, ministre de l'intérieur de l'époque, initie le concept de radar automatique en France intégré dans la chaîne de traitement dénommée dans les textes officiels « Contrôle-sanction automatisé » (CSA). Un algorithme de reconnaissance de caractères des plaques d'immatriculation est appliqué aux photographies numériques pour verbalisation. Les clichés sont traitées par le Centre automatisé de constatation des infractions routières.
Fin 2024, 4753 radars automatiques de neuf types différents sont en service sur le territoire français.

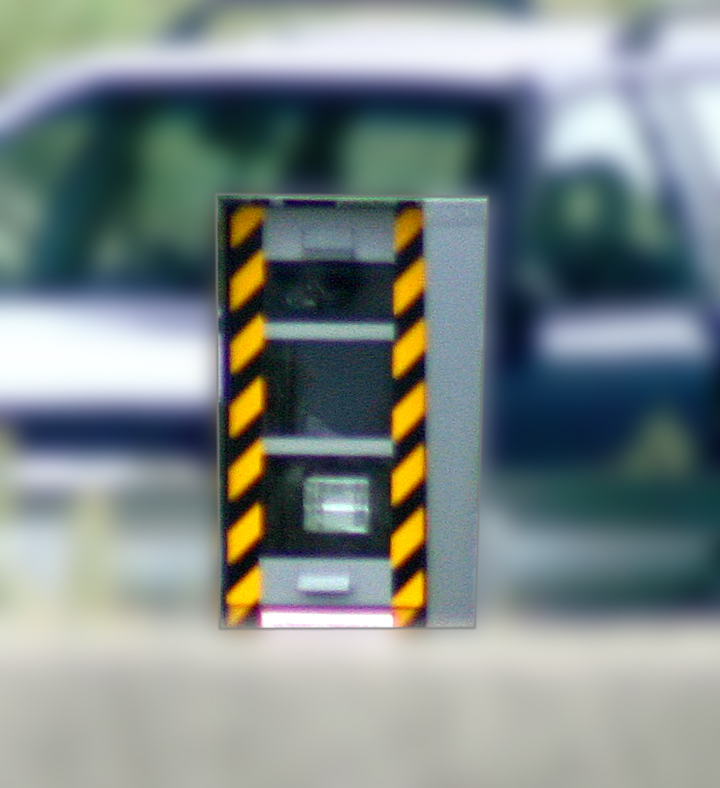
Troisième génération de cabines automatisées françaises

## Histoire

### Objectif: controler la vitesse
Dès 1899, une loi a imposé aux conducteurs de ne pas dépasser les 30 km/h sur route et 20 km/h en ville. Ces limitations furent abolies lors de la publication du premier code de la route en 1922 (chacun devait adapter sa vitesse aux circonstances). La limitation à 60 km/h en agglomération fut établie par le décret du 12 octobre 1962 pour faire face à l'augmentation importante du nombre de véhicules en circulation. Depuis, la loi n’a cessé d’être modifiée et les limitations abaissées.
La limitation de vitesse sur routes et autoroutes a été instaurée en France en juin 1973 pour réduire la mortalité routière. Ces limitations de vitesse sont ensuite revues à la baisse à la fin de 1973, ce durcissement étant présenté comme une mesure économique à la suite du premier choc pétrolier.
La vitesse en agglomération a été abaissée de 60 à 50 km/h le 1er décembre 1990, alors que celle sur les routes secondaires, à double sens sans séparateur central, passe de 90 à 80 km/h le 1er juillet 2018

### Les radars avec opérateur

#### 1946: le premier radar
Le premier radar de la marque Mesta (à l'époque détenue par la SFIM) à avoir été expérimenté est le Mesta 100 en 1946,.

#### 1974 à 1988: les radars mobiles Mesta 206
Plus connu sous le surnom de « barbecue » ou de « poêle à frire », le Mesta 206 a été commercialisé jusqu'en 1986 mais a continué à être utilisé bien au-delà. En 1999, il en restait huit, utilisés par les forces de police. Appareil peu coûteux, il effectuait des mesures avec une bonne précision mais était difficile à régler,,. Le radar Mesta 206 n'est pas automatique et nécessite la présence à proximité de forces de l'ordre pour lire la vitesse et procéder à l'interpellation. Il n'est donc pas un élément du CSA (contrôle sanction automatisé).

#### 1988 à 2003: les radars mobiles Mesta 208
Les modalités de construction et de contrôle des cinémomètres (radars) sont affinées en 1988.
Le Mesta 208 fait partie de cette nouvelle génération de radars mobiles. Tout comme le Mesta 206, il n'est pas automatique et n'entre donc pas dans la chaîne du contrôle sanction automatisé.

### 2003: la genèse des radars automatiques
Le maître d'œuvre du système CSA (contrôle-sanction automatisé) est le haut fonctionnaire Raphaël Bartolt. En 2003, le magistrat pénaliste Rémy Heitz remplace Isabelle Massin à la tête de la Délégation à la sécurité routière ; il restera à ce poste jusque début 2007, date à laquelle il sera remplacé par une autre magistrate, Cécile Petit.
Avec la loi no 2003-495 du 12 juin 2003 renforçant la lutte contre la violence routière, rapidement suivie par son décret d’application no 2003-642 du 11 juillet 2003, la France prend un ensemble de mesures destinées à améliorer la sécurité routière, sans qu'il y soit fait mention de radar automatique. C’est par un arrêté interministériel du 27 octobre 2003 que le gouvernement valide la mise en place d'un dispositif « visant à automatiser la constatation de certaines infractions routières et l'envoi de la contravention ». Ce même jour, Nicolas Sarkozy, alors ministre de l'Intérieur, et Gilles de Robien, ministre des Transports, inaugurent en grande pompe le premier radar automatique installé sur la nationale 20 à hauteur de La Ville-du-Bois, dans l'Essonne, en région parisienne. Il est prévu d'installer une centaine de ces équipements avant la fin de l'année.

### 2004 à 2006: première et deuxième génération de radars automatiques

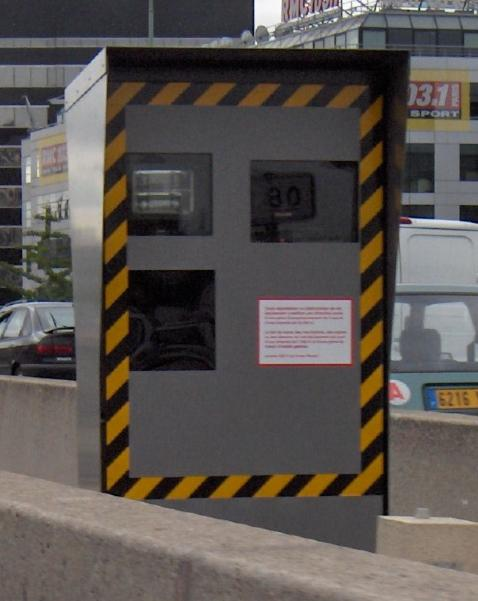
Deuxième génération de radar automatique

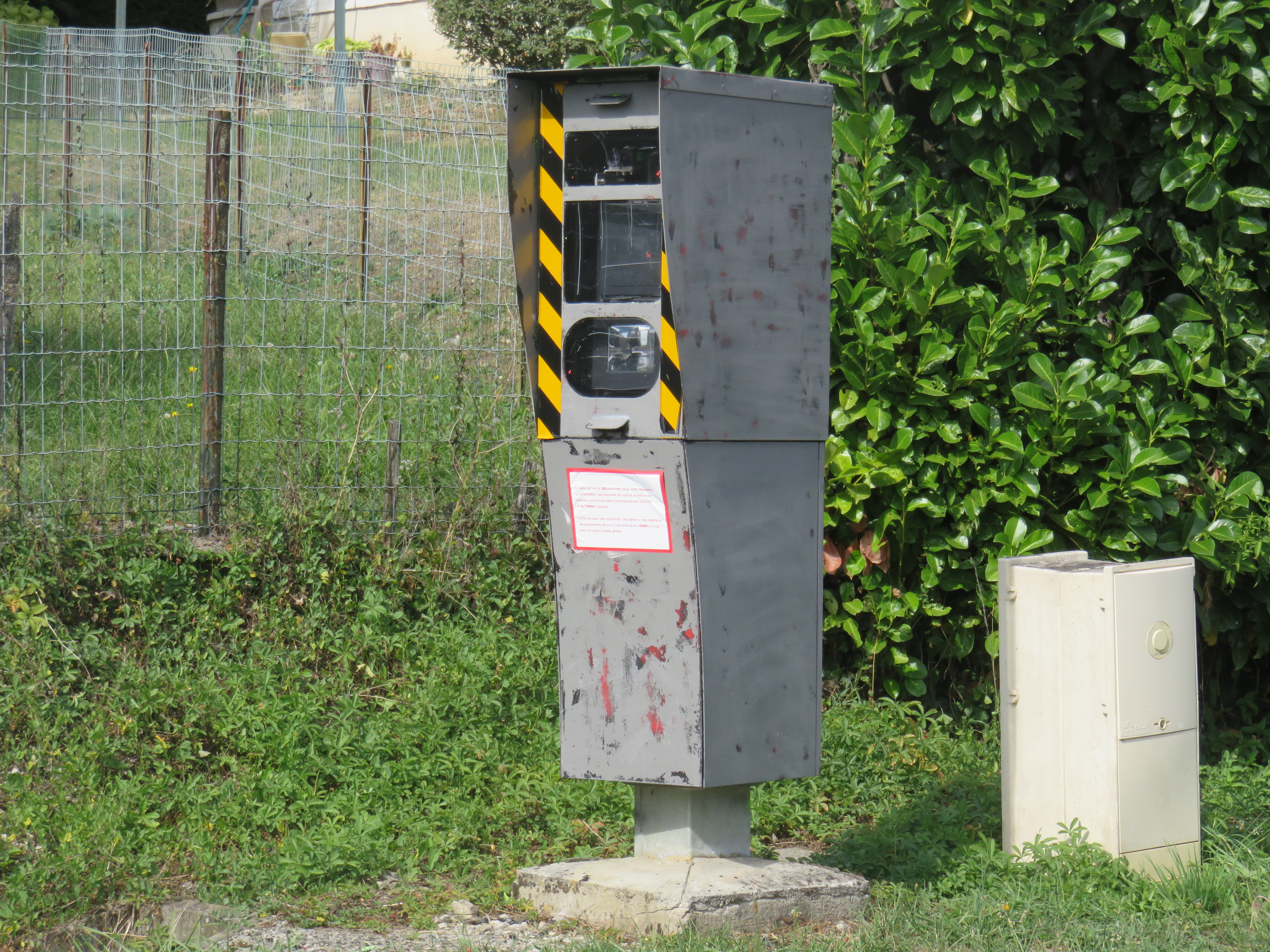
Armoire de 3e génération

Les premiers radars furent installés sur les axes les plus dangereux, dits « accidentogènes », mais aussi sur les rocades, les autoroutes et les tunnels, et même en ville, à proximité des feux tricolores. Les pouvoirs publics semblaient vouloir jouer une certaine transparence vis-à-vis des automobilistes en signalant par un panneau la zone contrôlée par un radar fixe et en diffusant publiquement la localisation des zones contrôlées.

#### Deuxième génération
Plus compactes, ces nouvelles armoires automatiques n'avaient plus qu'une face encadrée par un liseré rayé jaune et noir (contrairement aux anciennes qui comportaient une face « leurre »). Leur radar était aussi beaucoup plus précis et elles pouvaient être modulées en fonction des conditions atmosphériques.
L'installation d'une armoire équipée d'un radar Sagem Mesta de type 208 ou 210 coûtait alors environ cent mille euros. Les rentrées financières (près de trois cent cinquante millions d'euros en 2006) ont permis de multiplier le nombre de ces radars fixes.

### 2006 à 2009: nouveau marché triennal de radars automatiques
À l’issue d’un appel d’offres européen, la Direction de la sécurité et de la circulation routières (DSCR) a notifié le 26 juillet 2006 à Sagem Sécurité (groupe Safran) un marché programme pluriannuel portant sur la mise en place d’un parc supplémentaire de radars automatisés de contrôle de vitesse.
D’une durée de trois ans, ce programme couvre la fabrication, le déploiement et la maintenance d’un parc de plusieurs centaines de radars automatiques fixes et mobiles de nouvelle génération.
Une troisième génération d'armoires automatiques est ainsi mise en service en 2006. D'aspect général similaire à la seconde génération elle est beaucoup plus étroite et plus discrète, les trois fenêtres (caméra, radar, flash) sont superposées. Ces armoires sont équipées d'appareils plus sensibles de type Mesta 2000, pouvant indifféremment photographier les contrevenants sur une, deux ou plusieurs files. Le site de la Ville-du-Bois a été équipé de ce nouveau matériel depuis le 20 septembre 2006 lors d'une phase de test surveillée qui aura duré quelques semaines.
En 2007, le premier radar automatique sur voie « non rapide » est implanté en haut d'un mât situé rue de Maubeuge, une zone du centre de Paris considérée comme accidentogène. Jusqu'ici, Paris intra-muros ne disposait pas de radar automatique. Seules les voies rapides comme le quai de Bercy et la voie Georges Pompidou étaient surveillées.
Lors du Comité interministériel de la sécurité routière du 13 février 2008, plusieurs mesures fortes sont décidées visant à atteindre des objectifs ambitieux de réduction de l'insécurité routière dont celui de passer en dessous de la barre des 3 000 morts en 2012. Il est en particulier décidé le renforcement des contrôles et des sanctions pour lutter contre la vitesse avec le déploiement de 500 nouveaux radars par an pendant cinq ans.

### 2008: expérimentation du Système de pesée en marche (SPM)
Le dispositif des systèmes de pesée en marche (SPM), visant à contrôler la vitesse des poids lourds et des véhicules de plus de neuf personnes, ainsi que leur poids en charge, par des capteurs, a été autorisé le 10 juin 2008, à la suite d'un avis de la Cnil autorisant son expérimentation.
Premier pas vers les radars de contrôle automatisé du franchissement de passage à niveau, un radar pour contrôler la vitesse aux passages à niveau a été installé le 18 décembre 2008 par Réseau ferré de France (RFF) à Etrembières (Haute-Savoie). Cette installation fait suite à l'accident d'Allinges de juin 2008, une collision entre un train et un bus qui avait coûté la vie à sept collégiens. Il s'agit d'une cabine radar de troisième génération. Une soixantaine de radars similaires devraient être installés dans toute la France en 2009,.

### 2010 à 2013: deux nouveaux marchés attribués de cabines radars automatiques

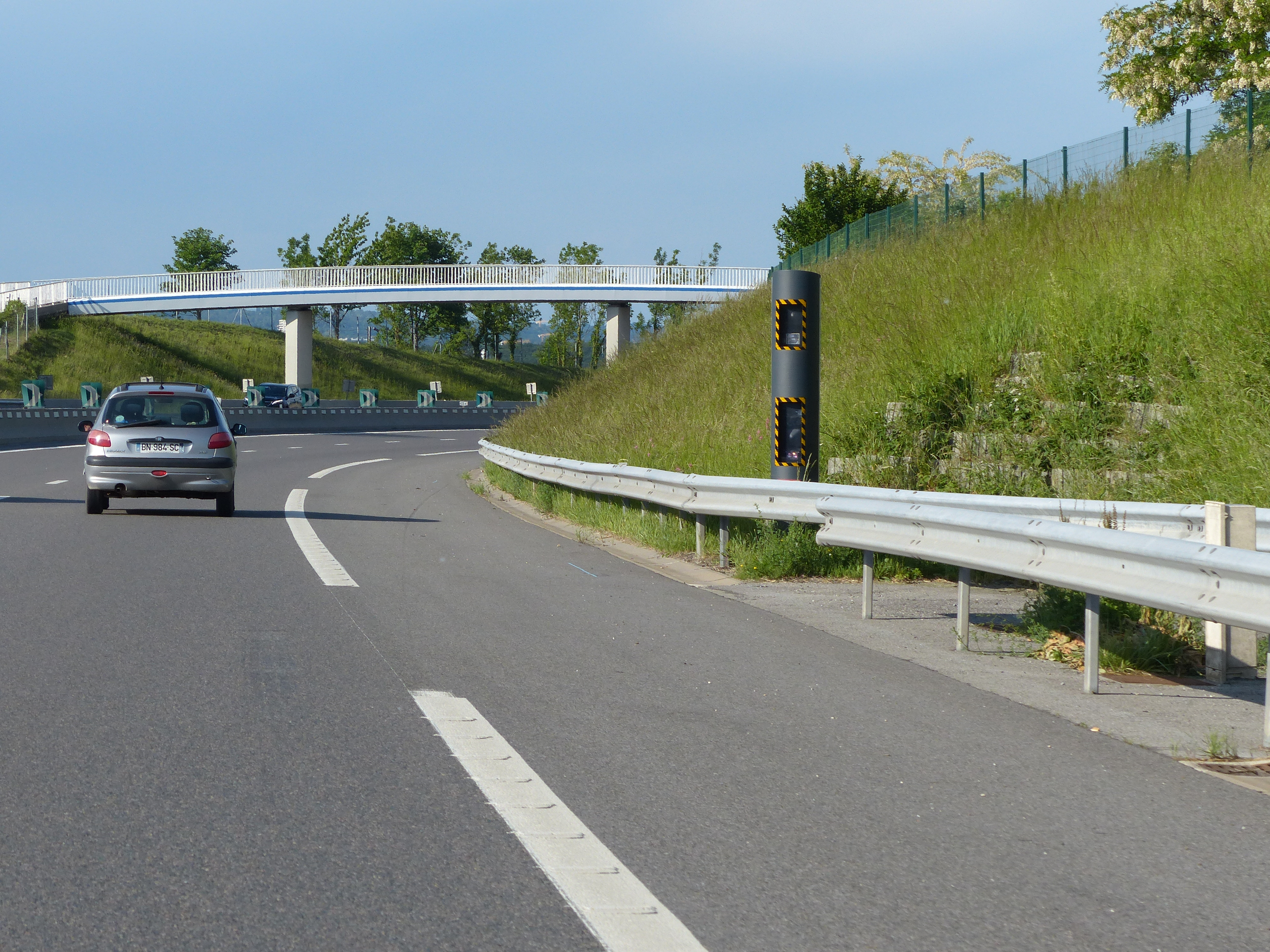
Radar discriminant, autoroute A40, Bossey, Haute-Savoie.

Fin 2009 sont lancés deux appels d'offres de cabines radars, l'un dit « classique », l'autre dit « technologique ». Le premier est remporté par la société Morpho qui assure le gros du volume dans la continuité du matériel et appels d'offres précédents. Le second est remporté par la société Parifex qui propose un tout nouveau radar (PARIFEX type FALCO-01 couplé au dispositif complémentaire type VIGIE-01) ajoutant les spécificités suivantes :
- Discrimination entre les poids lourds et les véhicules légers avec attribution de la vitesse limite autorisée spécifique à chacune des catégories ;
- Détermination de la voie de circulation des véhicules en infraction[26].

Les objectifs sont de pouvoir enfin contrôler spécifiquement et ainsi limiter la vitesse des poids lourds dans les zones à risques. De plus, la détermination de la voie de circulation des véhicules en infraction permet au Centre National de Traitement d'éviter le rejet systématique des infractions comportant plusieurs véhicules sur la photo.

### 2013: Radar mobile de nouvelle génération
Le radar mobile de nouvelle génération (RMNG) ou équipement de terrain mobile (ETM) en langage administratif ou encore radar mobile mobile, est utilisé en France depuis le 15 mars 2013. Le radar est installé dans un véhicule banalisé qui contrôle les vitesses en roulant ou à l'arrêt. La marge d'erreur de mesure est de 10 km/h jusqu'à 100 km/h, et 10 % au-delà.

### Bilan 2017
En 2017, 26,1 millions de « flashes » (prises) ont été produits par les radars, soit une augmentation de 2 % par rapport à 2016. Ces flashes ont donné lieu à l'envoi de 17 millions d’avis de contravention. Les radars autonomes sécurisant les zones de travaux ont « flashé » 4,9 millions de fois en 2017.
En 2017, les excès de vitesse supérieurs à 20 km/h représentent 4,4 % des infractions à la vitesse.
L'envoi à l'étranger d’avis de contravention s'élève à trois millions d'unités (18 %) en 2017 grâce aux nouveaux échanges transfrontaliers d’informations avec la Hongrie, la Slovaquie, la République tchèque et le Portugal, qui portent à treize le nombre de pays partenaires en matière de sécurité routière. Les principaux pays producteurs d'excès en France en 2017 sont par ordre décroissant : la Belgique, l'Espagne, l'Allemagne, l'Italie, les Pays-Bas, la Suisse, la Roumanie, la Pologne, le Luxembourg, la République tchèque, la Hongrie, la Slovaquie, et l'Autriche.
Les dix radars qui ont « flashé » le plus en 2017 sont situés sur des autoroutes à fort trafic : A40, A31, A10, A16, A8, A6, A6B, A7.
Les dix radars ayant le moins flashé (moins de cent flashs en 2017) sont situés sur des routes départementales, nationales et municipales. Installés depuis plusieurs années à des endroits accidentogènes, ils montrent selon les pouvoirs publics, l'efficacité du CSA et que leur objectif n'est pas de générer des amendes.
Les contraventions des radars sont relativement bien acceptées, avec un taux de contestation limité à 1,4 %.
Les recettes des contraventions atteignent un milliard d'euros pour l'année 2017.

### 2018: vandalismes gilets-jaunes

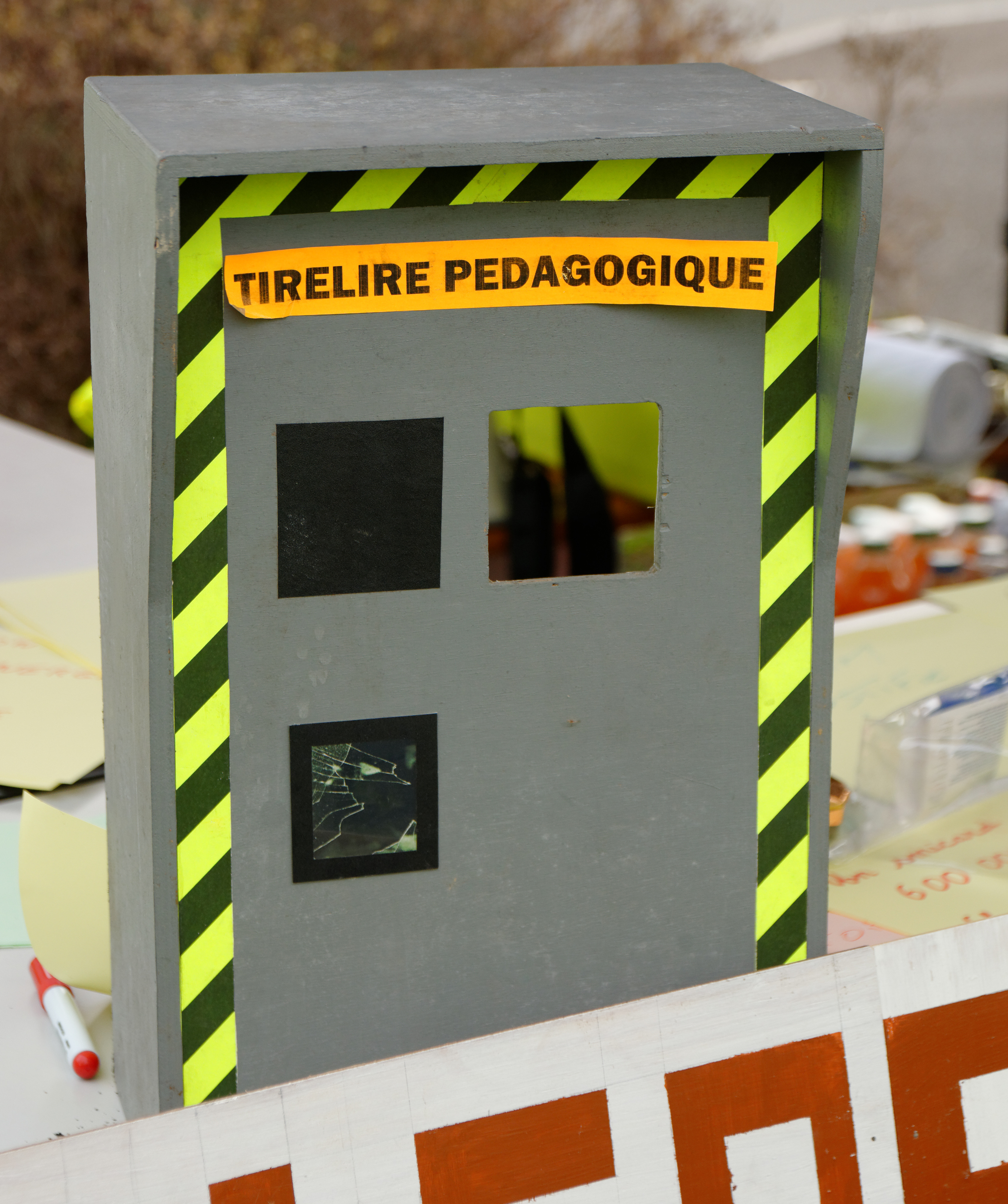
Manifestation du mouvement des gilets jaunes, à Belfort, le 01 décembre 2018. Photo : Thomas Bresson.

En 2018, les radars sont victimes d'un nombre accru d'actes de vandalisme. Une première vague de vandalisme a lieu au cours de l'été de mise en place de la limitation de vitesse à 80 km/h sur une grande partie du réseau national et secondaire. Ils deviennent ensuite une cible privilégiée du mouvement des gilets jaunes, qui conteste ce changement de limitation de vitesse à 80 km/h. Entre le début du mouvement, le 17 novembre, et la fin de l'année 65 % des dispositifs de contrôle de vitesse sont vandalisés.
actes de vandalismes
Différents types de dégradation sont recensés : graffitis, sacs-poubelles recouvrant l'appareil ou incendies. Le remplacement d'un appareil coûte en moyenne 100 000 euros et est financé avec les recettes des procès-verbaux.
Le coût total des dégradations provoquées par ces vandalismes est estimé à 550 millions d'euros, qui se décomposent en 50 millions d'euros de frais de réparation et 500 millions de manque à gagner.
gestion des actes vandalisme
Dans un premier temps, l'information reste confidentielle afin d'éviter « un effet de surenchère » et pour éviter une augmentation de vitesse des automobiles.
Le vandalisme des radars routiers contemporain du mouvement des gilets jaunes conduit à l'épuisement du stock des dispositifs de contrôle de vitesse pour un coût financier de plusieurs dizaines de millions d'euros. Selon Emmanuel Barbe, délégué interministériel à la sécurité routière, il aura aussi des conséquences sur la mortalité routière. Face à ce phénomène, la Ligue contre la violence routière propose de remplacer les radars fixes par des radars embarqués. En décembre 2018, on constate une augmentation de 30 % des excès de vitesse imputée à la dégradation des radars routiers,.
effet des actes de vandalisme sur la vitesse pratiquée

« la destruction massive des radars a libéré le comportement des conducteurs qui, confiants dans le faible risque d’être verbalisés, ont roulé plus vite »

— Cour des comptes

« L’évolution « qualitative » de ces excès de vitesse a été étudiée. Il apparaît que leur fréquence s’est réduite pour les petits excès de vitesse et accrue pour les grands excès. Cette observation conforte l’intuition, tirée des observations comme des résultats de recherche (...) selon laquelle la présence des radars est un facteur explicatif de la réduction des grands excès de vitesse et de la mortalité qui leur est liée.
Cet ensemble de résultats suggère qu’en l’état, le maintien d’une politique de contrôle sanction résolue est nécessaire, et que son relâchement entraînerait une augmentation du risque routier. Il souligne également que le consentement aux limitations de vitesse est très imparfait et qu’un effort de pédagogie pour prévenir le risque lié à ce facteur est plus que jamais nécessaire. »

— Cour des comptes
effet des actes de vandalisme sur la mortalité routière
Selon Emmanuel Barbe, le nombre de tués liés à cette dégradation des radars est estimé à une soixantaine de personnes pour les mois de novembre et décembre 2018.
effet des actes de vandalisme sur les recettes de l'État
Les radars automatiques ont apporté 860 millions d’euros à l'État en 2018. Avec une recette de 864,3 millions d'euros en 2018, il s'agit d'une baisse inégalée de 14 % des recettes, qui n'avait pas été programmée.
Cet argent est versé au Compte d’affectation spéciale Contrôle de la circulation et du stationnement routiers.[réf. nécessaire]
Pour la Cour des comptes, la baisse des recettes n'est pas liée aux dégâts causés sur les radars par le vandalisme de fin d'année, mais s’expliquerait par un comportement plus vertueux des conducteurs tout au long de l'année (cf. graphiques).
Le graphique qui aurait dû être présenté ici ne peut pas être affiché car il utilise l'ancienne extension Graph, désactivée pour des questions de sécurité. Des indications pour créer un nouveau graphique avec la nouvelle extension Chart sont disponibles ici.

Le graphique qui aurait dû être présenté ici ne peut pas être affiché car il utilise l'ancienne extension Graph, désactivée pour des questions de sécurité. Des indications pour créer un nouveau graphique avec la nouvelle extension Chart sont disponibles ici.

Cette baisse avait été envisagée dès 2017 par la même Cour des comptes, qui dès cette époque estimait: « La soutenabilité du CAS (Compte d’affectation spéciale) pourrait devenir plus aléatoire si la politique de sécurité routière se traduisait par une évolution vertueuse des comportements des usagers de la route, entraînant une forte diminution des infractions, ou si à l’inverse, l’acceptabilité du contrôle automatisé de la vitesse venait à se retourner de manière significative. Aucune de ces deux hypothèses ne semble devoir être retenue à ce stade. »
nouvelle infraction
En 2018, la Cour des comptes suppose que l'introduction d'une nouvelle infraction par l'article L.121-6 du 1er janvier 2017 — sous la présidence de François Hollande — pour non-désignation du conducteur responsable d’une infraction routière avec un véhicule appartenant à une personne morale pourrait avoir conduit à un changement de comportement des conducteurs de voitures de sociétés, responsable d'une baisse de 10 % des infractions avec une voiture de société.

### Renouvellements de 2019-2020

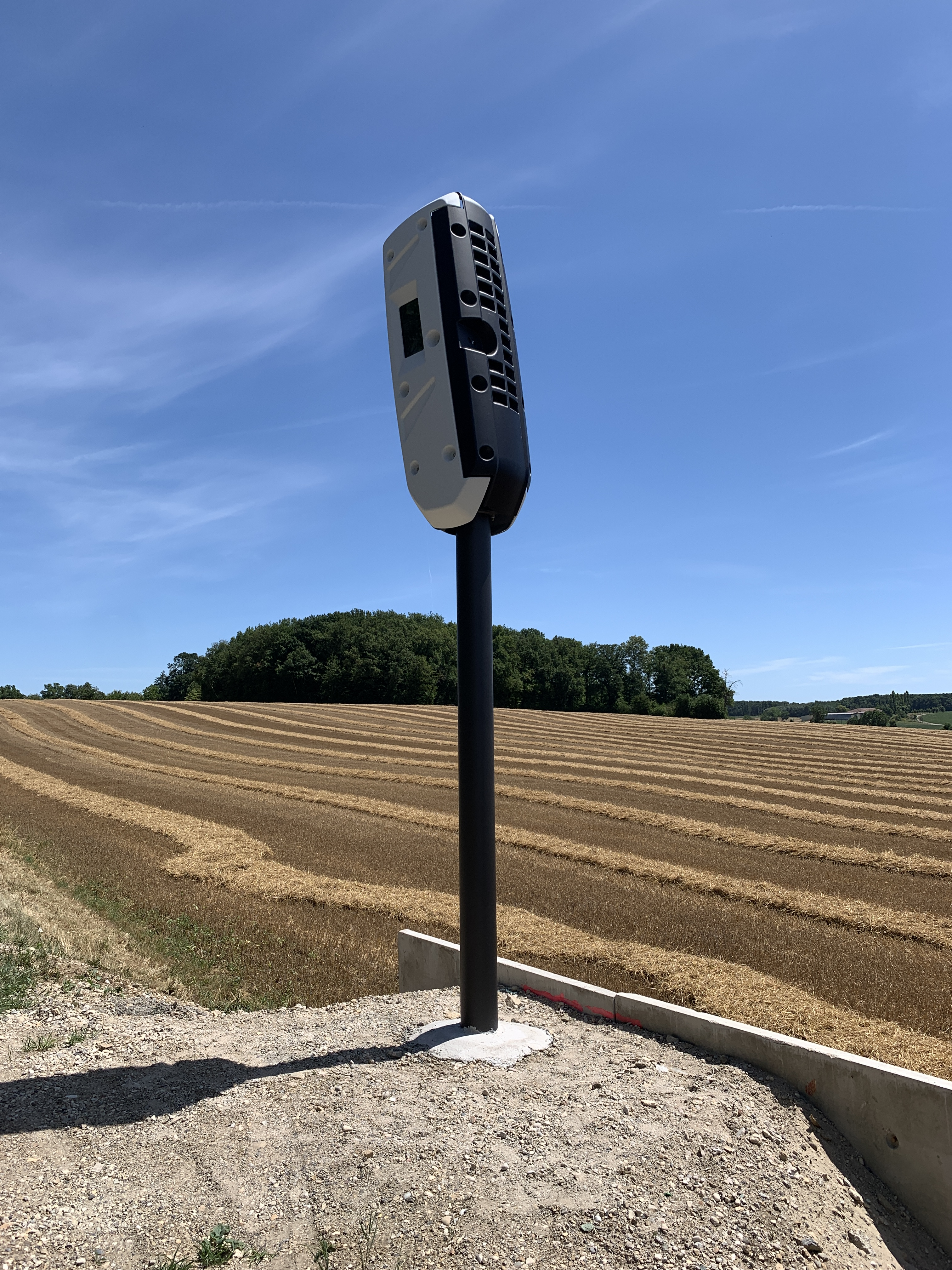
Radar tourelle, route de Bourg, Saint-Genis-sur-Menthon.

#### 2019: radar tourelle
En raison de la dégradation de 75 % des radars existants, le renouvellement de la gamme a du être accéléré. Ainsi, il est prévu en 2019 d'installer quatre cents radars tourelles, et le triple d'ici 2020.
L'installation de quatre cents radars tourelles Mesta Fusion a coûté 102 millions d'euros, soit environ 250 000 euros par radar.
Le coût du vandalisme des radars en 2019 est estimé au 31 décembre 2019 autour de 36 millions d'euros auquel s'ajoute le fait que la destruction de 1 000 radars a provoqué une baisse des recettes évaluée à 300 millions d'euros.
Le taux moyen de disponibilité de l'ensemble des radars est remonté à 82,27 % au 31 décembre 2019.

#### 2020: radar urbain
Une nouvelle génération de radars est mise en expérimentation durant la période de confinement sur l'autoroute A15 au niveau de l'aire de repos de Pierrelaye (95). Ce radar, constitué d'une mini-cabine métallique blindée posée sur un mât de trois mètres, photographie et filme sur un large champ. Il est multifonctions et permettra de contrôler simultanément de multiples infractions : vitesse, feu rouge, sas vélo... Il préfigure le futur radar urbain. L'État a passé deux marchés publics, l'un de 63 millions d'euros avec Parifex Cegelec pour le Nord de la France, et l'autre de 85 millions d'euros avec Idemia (qui fabrique les radars Mesta) pour le Sud du pays. Beaucoup de cabines leurres seront installées sans avoir de radar à l'intérieur, environ quatre sur cinq.

### Poursuite du déploiement en 2022
À cause d'une baisse radicale des recettes, le gouvernement va poursuivre le déploiement de nouveaux radars qui seront au nombre de 4700 au 31 décembre 2022. Les voitures-radars seront présentes sur l’ensemble des départements en 2022 et les radars discriminants disposeront d'une nouvelle fonctionnalité: ils pourront faire des photos de l’avant et de l’arrière du véhicule.
Le radar Mesta 210C, connu sous le nom de « radar hibou », utilisé depuis 14 ans, sera remplacé par un tout nouveau radar bien plus performant que son prédécesseur. Il sera facile à déployer et multifonctions: en plus de contrôler la vitesse il sera capable de repérer le franchissement d’une ligne blanche ou le non-respect des feux rouges. Il pourra différencier un véhicule léger d’un poids lourd et sera capable d’identifier la voie de circulation.

### 2024: assouplissement
En 2024, l’application des règles en matière d’excès de vitesse est assouplie. Désormais, les excès inférieurs à 5 km/h de la vitesse maximale autorisée ne sont plus sanctionnés par le retrait d’un point, mais uniquement par une amende.

## Voitures radars
Les voitures-radars sont constituées d'appareils de contrôle embarqués dans des véhicules banalisés en circulation. Elles sont conduites, dans un premier temps, par des gendarmes ou des policiers en uniforme à partir du 15 mars 2013. Les appareils utilisés possèdent des flash infrarouge afin de ne pas être détectés par les usagers aux alentours.
Ces voitures radars désormais confiées à des sociétés privées sont déployées dès début 2021 dans quelques départements français : Normandie, Bretagne, Centre Val de Loire, Pays de la Loire, Grand Est, Hauts-de-France, Bourgogne-Franche-Comté et Nouvelle-Aquitaine. Dès 2021, des tests sont menés et des verbalisations ont lieu. À partir de décembre 2024, elles sont présentes dans de nouvelles régions : l'Auvergne Rhône-Alpes, Provence-Alpes-Côte-d'Azur et Occitanie.
On en compte 498 répartis entre les départements français en janvier 2023.

## Chaîne de traitement de l'infraction

### Processus

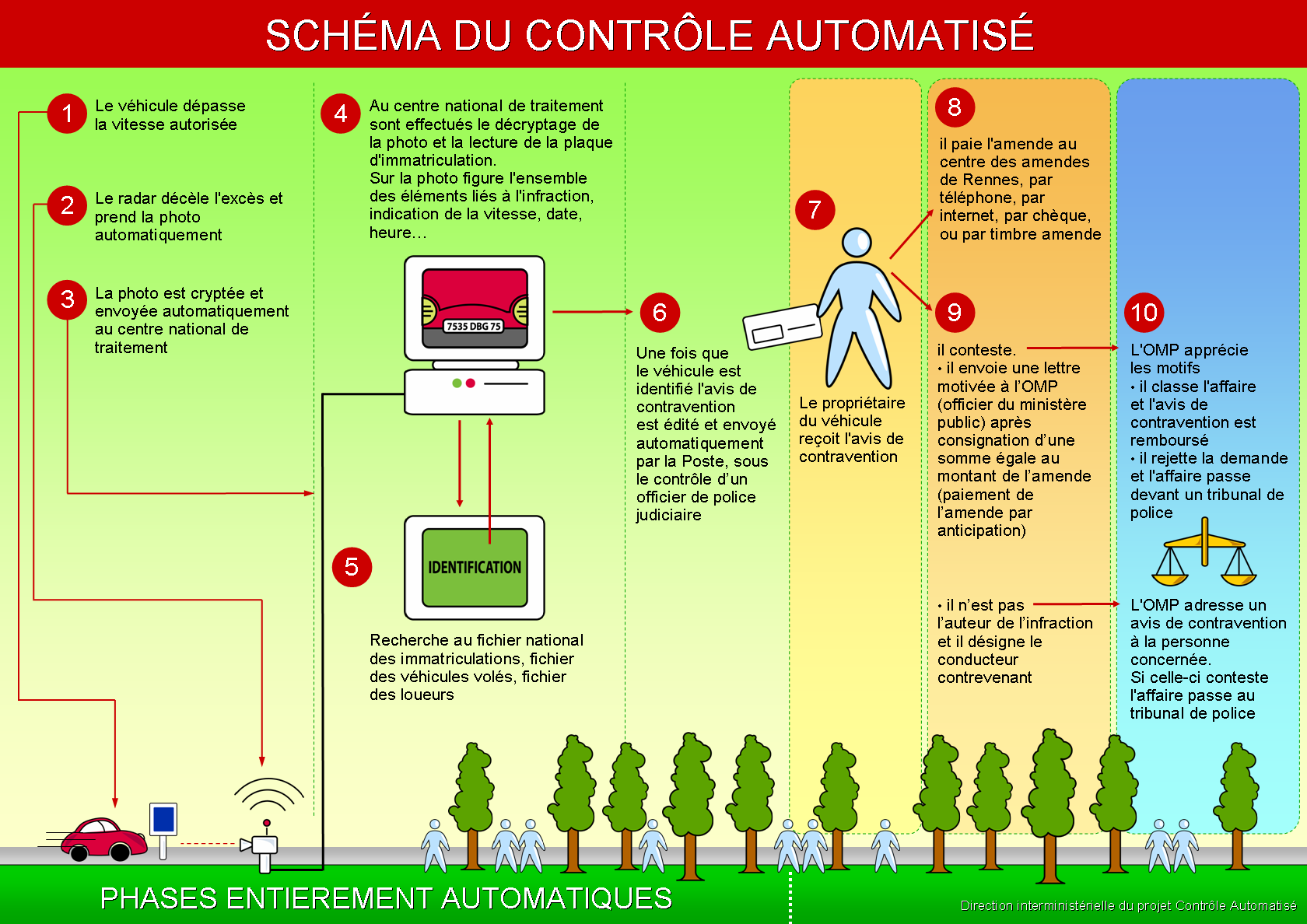
Schéma explicatif du processus entre la prise de vitesse par un radar automatique et le constat en France.

Tout a été pensé et fait pour que l'intervention humaine soit réduite au minimum. Placé dans sa cabine blindée, le radar déclenche automatiquement un dispositif de prises de vues numériques en cas d'infraction.
Dès qu'elles sont enregistrées, les données de l'infraction et l'image numérique sont directement envoyées, via une connexion ADSL chiffrée et sécurisée, au Centre automatisé de constatation des infractions routières situé à Rennes. Un lecteur optique identifie le numéro de la plaque minéralogique, ce qui permet l'identification automatique auprès du fichier national des immatriculations. Une fois le titulaire du certificat d'immatriculation identifié, un avis de contravention lui est envoyé par La Poste.
Cependant, tout le processus n'est pas entièrement automatisé puisque les photographies sont, selon le ministère de l'Intérieur, systématiquement vérifiées par un opérateur. Le processus entier est réalisé en moins de quarante-huit heures.
Les premiers appareils mis en service courant octobre 2003 avaient soulevé une polémique quant à leur validité, le décret d'application n'étant paru que tardivement au Journal officiel. De plus, des erreurs grossières avaient été relevées par les médias. Certains appareils ont été vandalisés dès leur installation.

### Sociétés porteuses du projet
Selon un rapport de l'Assemblée nationale du 6 mai 2009, « Le centre national de traitement de Rennes est animé par un nombre réduit de fonctionnaires - quarante-cinq début mars 2009 -. Les effectifs d’entreprises sous-traitantes privées s’élevaient, à la même date, à 226 salariés, soit 83,4 % du total », comme suit :
- CapGemini (qui a remplacé Atos Worldline à partir de novembre 2015), est chargé de la mise en place et du fonctionnement du système informatique de traitement automatisé.
- Docapost (anciennement Aspheria) est chargé du vidéo-codage, du traitement des courriers, de leur édition, de leur envoi et de la gestion des retours : 125 personnes
- Sagem est chargé du déploiement et de la maintenance des radars de vitesse et des radars de feux rouges : 21 personnes
- Spie est chargé du déploiement et de la maintenance des radars de vitesse et des radars de feux rouges : 5 personnes
- Aximum est chargé des dispositifs de feux rouges : 1 personne
- Phone marketing est chargé du centre d’appels téléphoniques : 9 personnes.

## Matériels de contrôle automatisé des vitesses

### Nombre et types de radars automatiques
Plus de dix types de radars automatiques différents sont déployés sur les routes françaises
| Radars | 2008  | 2013  | 2016  | 2018  | 2019  | 2022  | 2023* | 2024 |
| --- | ----- | ----- | ----- | ----- | ----- | ----- | ----- | ---- |
| Fixes | 1 473 | 2 203 | 2 051 | 1 989 | 1 291 | 800   | 600   | 641  |
| Discriminants | 0     | 203   | 372   | 409   | 378   |       | 800   | 530  |
| Mobiles | 827   | 867   | 884   | 904   | 950   |       | 500   | 501  |
| Vitesse moyenne | 0     | 67    | 101   | 101   | 99    |       | 50    | 69   |
| Feux rouges | 0     | 712   | 706   | 685   | 674   |       | 400   | 644  |
| Passages à niveaux | 0     | 45    | 80    | 78    | 78    |       | 50    | 71   |
| Voitures radars | 0     | 20    |       |       |       | 400   | 400   | 433  |
| Autonomes (chantiers) | 0     | 0     | 203   | 262   | 249   |       | 600   | 396  |
| Tourelle | 0     | 0     | 0     | 0     | 375   | 1400  | 1500  | 1468 |
| Total | 2 300 | 4 097 | 4 398 | 4 428 | 4 094 | 4 600 | 4900  | 4753 |
| Sources : Cour des comptes d’après rapports annuels de performance 2008,2013,2018 et 2019; L'Auto-Journal pour 2022; Radars-auto.com pour 2023 et 2024. |       |       |       |       |       |       |       |      |

* prévisions

### Composition d'une cabine radar
Constitué d'une armoire métallique munie de vitres blindées, le radar automatique contient:

#### Le cinémomètre
Il mesure la vitesse instantanée des véhicules par application de l’effet Doppler dans le domaine des micro-ondes.
Les appareils de première et deuxième générations sont des Mesta 210 fabriqués par la société SAGEM. Leur portée est de 50 mètres. Le cinémomètre type Mesta 210 se compose de deux sous-ensembles (boîtier antenne et boîtier indicateur) reliés entre eux par un câble qui assure l’alimentation en énergie électrique de l’antenne et le transfert des informations. Dans sa dernière version, le Mesta 210C est encore plus compact en intégrant l'ensemble de l'électronique et la partie antenne dans le même boîtier. Cela a permis la mise en œuvre du radar automatique Mesta 1000 sur trépied qui dispose des mêmes performances que les cabines automatiques dans une version complètement mobile pilotée et réglable à distance par l'opérateur (liaison Wi-Fi). Le cinémomètre est équipé d'un dispositif de visée solidaire du boîtier antenne et, en option pour les installations en surplomb, d'un dispositif de mesure d'inclinaison.
Le Mesta 2000, une cabine ultra-compacte et numérisée, permet l'installation de deux caméras, ce qui permet de surveiller jusqu'à quatre voies simultanément. Le ministère de l'Intérieur prévoit également la mise en œuvre de radars comme le Mesta 3000 capable de détecter et sanctionner les franchissements de feux rouges.

##### Erreurs de mesures
Depuis 1991, les erreurs maximales de mesures tolérées pour l’approbation de modèles de cinémomètres neufs et pour la vérification primitive après installation étaient :
- pour les cinémomètres à poste fixe : plus ou moins 3 km/h pour les vitesses inférieures à 100 km/h et plus ou moins 3 % de la vitesse pour les vitesses égales ou supérieures à 100 km/h ;
- pour les cinémomètres installés dans un véhicule en mouvement : plus ou moins 7 km/h pour les vitesses inférieures à 100 km/h et plus ou moins 7 % de la vitesse pour les vitesses égales ou supérieures à 100 km/h.

Pour les vérifications périodiques, effectuées tous les ans, sur les appareils en service, les valeurs de 3 et de 7 (km/h ou %) étaient respectivement portées à 5 et 10 (km/h ou %).
L’arrêté du 4 juin 2009 reprend ces dispositions en étendant aux appareils réparés les erreurs de mesure prévues pour les appareils neufs.

#### Le dispositif de prise de vue
Il permet de réaliser la prise de deux vues d'un véhicule dont la vitesse a préalablement été déterminée par le cinémomètre auquel il est couplé, d'adjoindre à ces prises de vues les données réglementaires (la vitesse mesurée, la date et l'heure de la mesure) et d'autres données (telles que le numéro de la vue, les références du lieu, l'identification de l'unité qui opère le contrôle, ainsi qu'un commentaire facultatif). Deux photographies sont prises à quelques millisecondes d'intervalle. Le système français est le SVR 2000 fabriqué par la société Positive (rachetée par Sagem). Il repose sur le système d'exploitation Windows 2000 ou Windows XP qui n'est plus entretenu par Microsoft.

### Radar tourelle
Le radar Mesta Fusion 2, dit « radar tourelle », permet de contrôler trente-deux véhicules simultanément sur huit voies de circulation, et sur une distance de cent mètres. La caméra offre une résolution de 36 millions de pixels. Elle peut être présente aux passages à niveau.

## Marge légale d'erreur de mesure
La loi, par arrêté du 4 juin 2009, a fixé une marge d'erreur qui doit être déduite de la vitesse lue par le radar, en cohérence avec la marge technique admise pour les instruments de mesure.
Lors d'un contrôle de vitesse, sont déduits :
- 5 km/h pour un radar à poste fixe jusqu'à 100 km/h, et 5 % au-delà ;
- 10 km/h pour un radar installé dans un véhicule en mouvement jusqu'à 100 km/h, et 10 % au-delà[65].

Sur le procès-verbal, figurent donc trois vitesses :
- la vitesse autorisée ;
- la vitesse enregistrée ;
- la vitesse retenue après application de la marge d'erreur.

Exemples :
- vitesse limitée à 70 km/h, 75 km/h lue sur le radar à poste fixe, 70 km/h retenue : pas d'infraction ;
- vitesse limitée à 100 km/h, 105 km/h lue sur le radar à poste fixe, 100 km/h retenue : pas d'infraction ;
- vitesse limitée à 110 km/h, 120 km/h lue sur le radar à poste fixe, 114 km/h retenue : infraction.

| Vitesse limite | Marge d'erreur | PV à partir de vitesse lue |
| -------------- | -------------- | -------------------------- |
| 50 km/h        | 10 km/h        | 61 km/h                    |
| 60 km/h        | 10 km/h        | 71 km/h                    |
| 70 km/h        | 10 km/h        | 81 km/h                    |
| 80 km/h        | 10 km/h        | 91 km/h                    |
| 90 km/h        | 10 km/h        | 101 km/h                   |
| 100 km/h       | 10 km/h        | 111 km/h                   |
| 110 km/h       | 11 km/h        | 122 km/h                   |
| 120 km/h       | 12 km/h        | 133 km/h                   |
| 130 km/h       | 13 km/h        | 144 km/h                   |

| Vitesse limite | Marge d'erreur | PV à partir de vitesse lue |
| -------------- | -------------- | -------------------------- |
| 50 km/h        | 5 km/h         | 56 km/h                    |
| 60 km/h        | 5 km/h         | 66 km/h                    |
| 70 km/h        | 5 km/h         | 76 km/h                    |
| 80 km/h        | 5 km/h         | 86 km/h                    |
| 90 km/h        | 5 km/h         | 96 km/h                    |
| 100 km/h       | 5 km/h         | 106 km/h                   |
| 110 km/h       | 6 km/h         | 117 km/h                   |
| 120 km/h       | 7 km/h         | 128 km/h                   |
| 130 km/h       | 7 km/h         | 138 km/h                   |

## Signalisation des radars

panneaux annonçant des contrôles par radar

Le panneau de signalisation informant de la présence d'un radar n'est pas obligatoire. Les textes juridiques qui ont permis la mise en place des radars automatiques (Loi du 12 juin 2003 renforçant la lutte contre la violence routière et arrêté du 27 octobre 2003 portant sur la création du système de contrôle sanction automatisé) ne prévoient pas de signalisation spécifique pour les radars automatiques qu'ils soient fixes ou mobiles.
La volonté d'informer les usagers de la présence d'un radar fixe n'apparaît en fait que dans la circulaire du 3 février 2004 sur le « déploiement des dispositifs des contrôles automatisés ».
En 2007, l'idée de supprimer ces panneaux de signalisation, à l'instar de ce qui est déjà le cas pour les radars mobiles, a été lancée. Néanmoins Dominique Bussereau, secrétaire d'État chargé des Transports, a confirmé le 26 juin, lors d'un entretien sur RTL, que le gouvernement n'avait pas l'intention de supprimer ces panneaux de signalisation.
Ce n'est finalement qu'avec l'arrêté du 11 février 2008, soit quatre ans après le début de son utilisation, que le panneau entre officiellement dans les signaux homologués pour être mis en place sur le domaine public routier. Sa signification est : « signal annonçant une zone où la vitesse est contrôlée par un ou des radars automatiques ». Son code est SR3.
Le 11 mai 2011, le gouvernement annonce l'intention de supprimer tout signalement des radars automatiques et de procéder au démantèlement de tous les panneaux actuellement en place sur le réseau. Cette mesure provoque alors des protestations de la part de l'association 40 millions d'automobilistes. La mesure devient effective avec l'arrêté du 12 mai 2011 qui supprime formellement les panneaux SR3a et SR3b de la liste officielle des panneaux autorisés à être implantés sur le domaine public routier français.
Le 4 mars 2013, un nouvel arrêté est publié : les panneaux SR3a ou SR3b peuvent être à nouveau posés en amont d'une zone où la vitesse est contrôlée par un ou plusieurs dispositifs de contrôle automatisé. Lorsque la vitesse maximale autorisée dans cette zone a été fixée par l'autorité détentrice du pouvoir de police, le panneau SR3a ou SR3b est implanté à proximité immédiate du panneau B14 indiquant ou rappelant cette limitation.

## Contraventions
| Dépassement                                                           | Nombre de points enlevés | Type de contravention | Peine complémentaire possible |
| --------------------------------------------------------------------- | ------------------------ | --------------------- | --- |
| Supérieur ou égal à 50 km/h                                           | 6                        | cinquième classe      | - Suspension pour une durée de trois ans du permis de conduire au plus, cette suspension ne pouvant pas être limitée à la conduite en dehors de l’activité professionnelle ni être assortie du sursis, même partiellement - Interdiction de conduire certains véhicules - Obligation d'accomplir, à ses frais, un stage de sensibilisation à la sécurité routière - Confiscation du véhicule dont le prévenu s'est servi pour commettre l'infraction, s'il en est propriétaire |
| Supérieur ou égal à 40 km/h mais inférieur à 50 km/h                  | 4                        | quatrième classe      | - Suspension pour une durée de trois ans du permis de conduire au plus, cette suspension pouvant être limitée à la conduite en dehors de l’activité professionnelle - Interdiction de conduire certains véhicules - Obligation d'accomplir, à ses frais, un stage de sensibilisation à la sécurité routière |
| Supérieur ou égal à 30 km/h mais inférieur à 40 km/h                  | 3                        | quatrième classe      | - Suspension pour une durée de trois ans du permis de conduire au plus, cette suspension pouvant être limitée à la conduite en dehors de l’activité professionnelle - Interdiction de conduire certains véhicules - Obligation d'accomplir, à ses frais, un stage de sensibilisation à la sécurité routière |
| Supérieur ou égal à 20 km/h mais inférieur à 30 km/h                  | 2                        | quatrième classe      | |
| Inférieur à 20 km/h lorsque la vitesse est limitée à 50 km/h ou moins | 1                        | quatrième classe      | |
| Inférieur à 20 km/h lorsque la vitesse est limitée à plus de 50 km/h  | 1                        | troisième classe      | |

Les montants des amendes minorées, forfaitaires et majorées sont les suivants
| Type de contravention | Amende minorée | Amende  | Amende majorée |
| --------------------- | -------------- | ------- | -------------- |
| Troisième classe      | 45 €           | 68 €    | 180 €          |
| Quatrième classe      | 90 €           | 135 €   | 375 €          |
| Cinquième classe      | —              | 1 500 € | —              |

### Paiement des contraventions

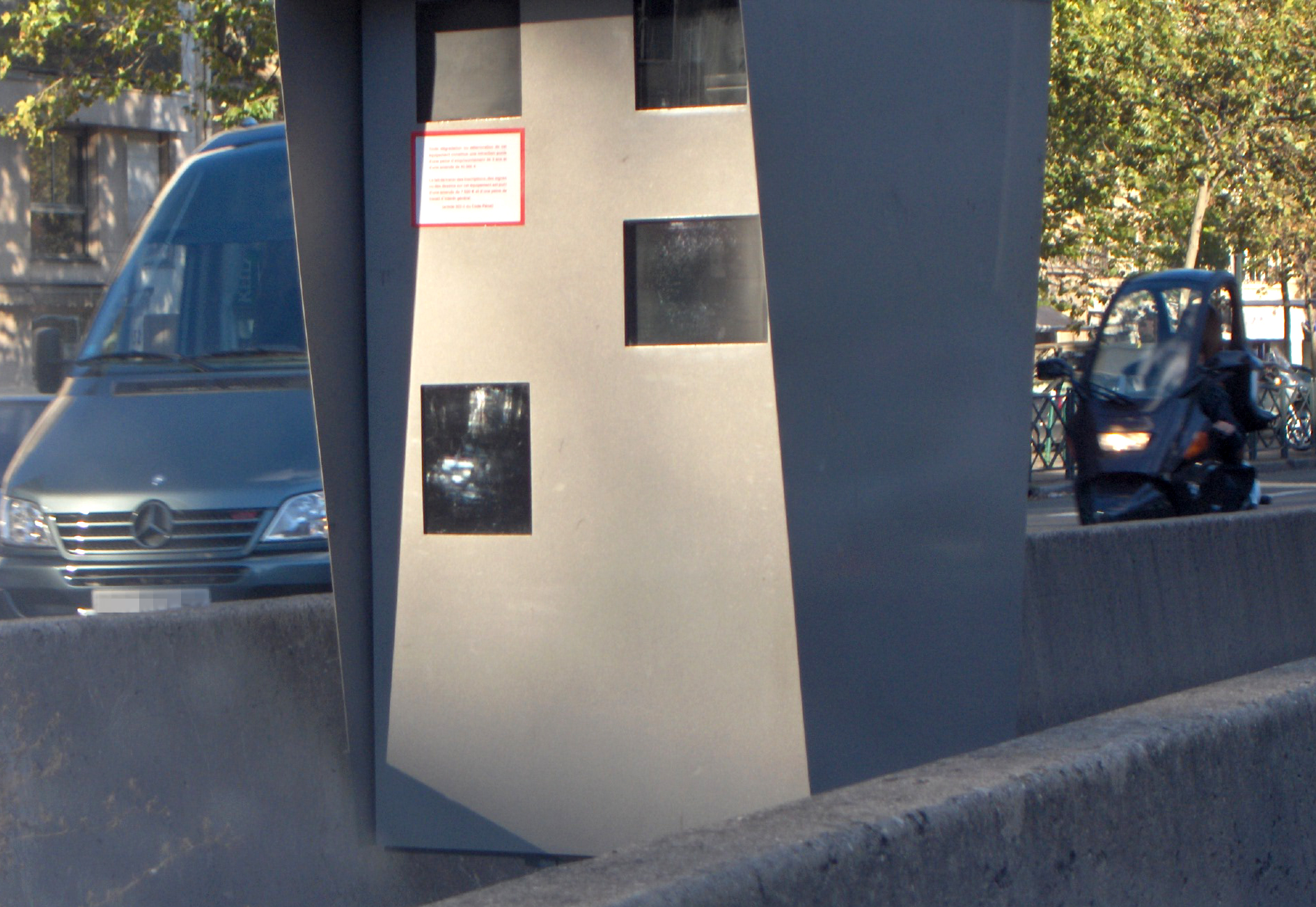
Radar automatique, face active (sans le liseré noir)

Plus on attend pour payer et plus le montant est élevé avec de moins en moins de chance de passer à travers les mailles du filet. Néanmoins, ce processus peut être interrompu par la contestation (voir ci-après).
Le paiement de l'amende induit la reconnaissance de l'infraction, il entraîne automatiquement le retrait des points de permis et éteint l'action publique, c'est-à-dire que, après le paiement, il n'est plus possible de passer en justice et il n'y a plus de recours possible.
À l'inverse du paiement, la consignation préserve les voies de recours et n'entraîne pas le retrait de point à la condition que la contestation soit recevable (cf. infra). Néanmoins, cette pratique de consigne est totalement contraire au principe du libre accès à la justice et une plainte devant la Cour européenne des droits de l'homme à Strasbourg a des bonnes[En quoi ?] chances de faire annuler cette pratique.
L'avis de contravention reçu par la poste demande à payer dans les quatorze jours une amende forfaitaire minorée, d'un montant de 90 euros (sauf en cas d'excès de grande vitesse). En cas de non-exécution ou en absence de contestation, l'amende passe à 135 euros payable dans les quarante-cinq jours. Au-delà, elle est majorée à 375 euros, avant de devenir une ordonnance pénale ou une citation devant le tribunal de police, ce qui conduit en plus à retirer d'un à quatre points sur le permis de conduire.
Désormais, pour un excès de vitesse inférieur à 20 km/h et lorsque la vitesse est limitée à plus de 50 km/h, le contrevenant s'expose à une amende forfaitaire minorée de 45 euros en cas de paiement immédiat ou dans les 15 jours ainsi que le retrait d'un point sur le permis de conduire.
Lorsque l'excès de vitesse est compris entre 21 et 30 km/h, le contrevenant se verra infliger une amende de 90 euros dans les mêmes conditions que précédemment et le retrait de deux points sur le permis de conduire.

### Contestation de l'infraction
Il est possible de contester l'infraction, mais les pouvoirs publics ont voulu rendre plus difficile la procédure de contestation de l'infraction afin de ne pas engorger les tribunaux.
Bien que la contestation soit possible, il faut d'abord acquitter une somme du montant de l'amende forfaitaire auprès des Finances Publiques - ex Trésor Public ; cette somme correspond au tarif de l'amende (sauf en cas d'excès de grande vitesse). Simultanément, il faut adresser un courrier en recommandé avec accusé de réception (LAR) à l'officier du ministère public qui a envoyé la contravention ; cette contestation doit être motivée, c'est-à-dire qu'elle doit expliciter un ou plusieurs motifs de contestation (par exemple : je ne pouvais pas être sur le lieu de l'infraction ce jour-là, ou j'avais une raison impérieuse de dépasser la vitesse limite).
Pour être recevable, la contestation doit répondre à plusieurs critères (cf article 529-10 du code de procédure pénale) :
- parvenir à l'officier du Ministère Public dans les 45 jours suivant la date de l'avis de contravention (en à gauche de l'avis de contravention)
- prendre la forme d'un courrier sur papier libre
- exposer un ou plusieurs motifs de contestation
- être assortie d'une consignation (cf supra); il peut être joint un chèque de consignation à la contestation
- être envoyée en lettre recommandée avec avis de réception
- être assortie du formulaire de requête en exonération reçu avec la contravention ou de l'avis de contravention reçu

Il est conseillé de conserver l'avis de réception et la copie de toutes les pièces expédiées à l'officier du Ministère Public.
- Si la contestation est jugée recevable par l'officier du Ministère public, deux cas sont possibles :
  - il classe sans suite et la consignation sera remboursée sur demande ;
  - il cite devant le juge de proximité et ce magistrat décidera de condamner ou de relaxer. En cas de relaxe ou de dispense de peine, la consignation est remboursée.
- Si la contestation est jugée irrecevable par l'officier du ministère public (contestation non motivée, non accompagnée d'une consignation, envoyée en lettre simple), elle est rejetée.

Que l'infraction soit contestée ou pas, la loi permet au titulaire du certificat d'immatriculation de se faire envoyer le cliché pris au moment de l'infraction, pour cela, il faut :
- écrire une lettre simple à l'adresse qui figure au verso de la contravention (CACIR service photographies) ;
- joindre à la demande :
  - une photocopie lisible d'une pièce d'identité avec photo,
  - une photocopie lisible de l'avis de contravention.

L'exercice de ce droit n'interrompt ni les délais de paiement, ni les délais de contestation éventuels.

### Cas particuliers

#### Certificat d'immatriculation au nom de deux personnes
Si plusieurs personnes figurent sur le certificat d'immatriculation (un couple marié, par exemple), alors le retrait de points est affecté au premier des noms figurant sur le certificat d'immatriculation. Pour affecter ce retrait à un autre nom, il faut désigner le conducteur au moyen du formulaire joint à la contravention. Celui-ci recevra alors un avis de contravention à son nom, et les points seront retirés sur son permis de conduire, sauf s'il conteste l'infraction. La circulaire du 16 juin 2000 relative au commentaire des dispositions de l'article L.121-3 du Code de la route précise « qu'à défaut d'éléments dans la procédure permettant de faire un choix, il convient de retenir le premier des noms figurant sur le certificat d'immatriculation ».

#### Le prêt du véhicule
Pour traiter les cas d'un prêt du véhicule, l'avis de contravention est accompagné d'un formulaire de requête. Si le titulaire du certificat d'immatriculation déclare avoir prêté son véhicule à un tiers et n'est pas clairement identifiable sur la photo prise au moment de l'infraction (et pouvant être obtenue en faisant la demande auprès du centre automatisé), celui-ci est « incité » à renvoyer un formulaire en indiquant les coordonnées du conducteur (nom, prénom, sexe, date de naissance, adresse et numéro du permis de conduire). Un avis de contravention sera envoyé à la personne indiquée et les poursuites seront arrêtées contre le titulaire du certificat d'immatriculation.
Contrairement aux indications du procès-verbal incitant à la délation mais conformément à la loi, le titulaire du certificat d'immatriculation recevant le procès-verbal d'infraction (s'il n'est pas conducteur du véhicule au moment de l'infraction et clairement identifiable sur la photo prise par le radar) n'est aucunement tenu de dénoncer aux autorités la personne à qui il a prêté son véhicule et ayant théoriquement commis l'infraction. Dans ce cas, l'amende est annulée. Toutefois, il peut être poursuivi en tant que « pécuniairement responsable » de l'infraction. Il faut pour cela que l'officier du ministère public de son domicile saisisse le juge de proximité, lequel pourra le condamner à une amende de même gravité que l'amende encourue pour l'excès de vitesse lui-même (troisième ou quatrième classes selon l'excès de vitesse).
Le titulaire du certificat d'immatriculation bénéficie dans ce cas de deux avantages :
- il peut faire la preuve par tous moyens (témoignages, tickets de carte bleue, factures, photo prise par le radar...) qu'il n'était pas le conducteur du véhicule au moment de la verbalisation et il échappe dans ce cas à toute condamnation ;
- s'il n'arrive pas à apporter cette preuve devant le juge, il sera condamné à une amende mais ne subira pas de retrait de points sur son permis de conduire[77].

#### Les véhicules de location
Le système est relié au fichier national des véhicules loués, et la société de location doit communiquer les coordonnées du locataire, à charge pour lui de fournir les renseignements demandés. Un avis de contravention sera envoyé à la personne indiquée.

#### Les véhicules de société
Dans le cas de véhicule de société, la société n'a pas l'obligation de dénoncer le conducteur, il existe alors une alternative :
- elle dénonce le conducteur, elle doit envoyer les informations concernant le conducteur ;
- elle paye l'amende ; aucune dénonciation n'est alors nécessaire et aucun point n'est retiré
- elle ne dénonce pas le conducteur et conteste l'infraction, elle est redevable de la consignation[78]. Le chef d'entreprise ou le gérant ne perdent aucun point, de même que le salarié qui a commis l'infraction.

Le chef d'entreprise ne peut retenir le montant de l'amende sur la paye du salarié (articles L. 144-1, L. 122-4 et L. 122-14-3 du Code du travail, Arrêt de la chambre sociale de la Cour de cassation du 11 janvier 2006, no 03-43587).

#### Le changement de domicile
En cas de déménagement, la loi oblige de signaler le changement de domicile dans les trente jours afin d'obtenir un nouveau certificat d'immatriculation. Ne pas entreprendre cette démarche constitue une infraction punissable par la loi.
Dans le cadre des infractions relevées par les radars automatiques, la loi ne connaît que la présomption de domiciliation, ce qui signifie que l'adresse indiquée sur le certificat d'immatriculation fait foi et que, en tout état de cause, elle seule sera reconnue comme valable, à charge pour l'usager d'être en règle par rapport à son adresse de résidence. En d'autres termes, si le titulaire du certificat d'immatriculation ne signale pas son changement d'adresse et qu'il ne récupère pas les courriers qui lui sont envoyés, la procédure de paiement suivra son cours normal et l'amende sera majorée selon les délais légaux. Une condamnation sera prononcée par défaut, il sera inscrit sur le fichier des personnes recherchées et le trésor public demandera une mise en opposition de tout transfert de certificat d'immatriculation.

#### Les grands excès de vitesse
Dans le cas d'un grand excès de vitesse, soit 50 km/h au-delà de la vitesse autorisée, le procès-verbal est transmis directement au procureur de la République du domicile du titulaire du certificat d'immatriculation qui sera convoqué par les forces de l'ordre et qui encourra une amende maximale de 1 500 euros et un retrait de six points sur le permis de conduire ainsi qu'un risque de suspension de permis pouvant aller jusqu'à trois ans.

#### Les voitures volées
Dès que le titulaire constate le vol de son véhicule ou de ses plaques d'immatriculation, il doit déposer une plainte auprès du commissariat de police ou de la gendarmerie de son domicile, ce qui permettra, en cas de réception d'une ou plusieurs contraventions, de justifier que son véhicule lui a bien été volé, en renvoyant le justificatif du dépôt de plainte. L'affaire sera alors classée.

### Véhicule immatriculé à l'étranger
Les infractions détectées par les radars automatiques sont échangées dans le cadre d'accords bilatéraux entre les États.
Par principe les accords sont toujours réciproques[réf. nécessaire], et la France est toujours d'accord pour s'accorder avec un pays étranger ; ce sont donc les pays étrangers qui limitent le nombre d'accords[réf. nécessaire].
L’interprétation jurisprudentielle de l'article 55 de la Constitution française, considère que les accords internationaux, y compris les accords bilatéraux, sont supérieurs aux lois, s'ils sont également appliqués par l'autre partie.
C'est pourquoi les véhicules immatriculés en France sont soumis aux contrôles automatiques à l'étranger dès lors qu'il existe un accord, ou en sont exempts dès lors que le pays étranger refuse de s'accorder.
En avril 2004, l'Union européenne recommande aux États membres de s'échanger les infractions pour les résidents en dehors des frontières internes.
En 2015, les véhicules immatriculés à l'étranger représentaient près de 20 % des infractions faisant l'objet d'amendes. En 2017, ils représentent encore 18 % des infractions faisant l'objet d'amendes.
En 2018, 59,1 % des messages d’infractions relatifs au contrôle automatisé sont transformés en avis de contraventions, contre 65,3 % en 2017, 62,9 % en 2016, et 65,7 % en 2015. En augmentation depuis 2004, grâce à des améliorations au niveau des accords internationaux, et à l’amélioration de la chaîne de traitement des infractions au Centre national de Traitement.
En 2018, neuf des pays partenaires ont compté chacun plus de 100 000 contraventions envoyées relatives au contrôle automatisé : Portugal, Espagne, Italie, Suisse, Allemagne, Belgique, Pays-Bas, Pologne et Roumanie.
| Pays        | Contraventions 2018 | Contraventions 2020 | Contraventions 2022 | Accord |
| ----------- | ------------------- | ------------------- | ------------------- | ------ |
| Belgique    | 418 535             | 245 856             | 442 509             | Oui    |
| Pays-Bas    | 329 783             | 139 977             | 358 444             | Oui    |
| Allemagne   | 348 098             | 170 271             | 295 397             | Oui    |
| Espagne     | 394 186             | 219 704             | 278 069             | Oui    |
| Italie      | 326 369             | 143 461             | 243 181             | Oui    |
| Roumanie    | 122 666             | 160 630             | 225 618             | Oui    |
| Suisse      | 214 780             | 114 058             | 176 265             | Oui    |
| Pologne     | 130 882             | 127 246             | 173 370             | Oui    |
| Portugal    | 124 807             | 78 398              | 76 926              | Oui    |
| Luxembourg  | 63 017              | 42 536              | 72 306              | Oui    |
| Royaume-Uni | 69 399              | 210 474             | 46 600              | Non    |
| Lituanie    | 48 666              | 28 154              | 29 235              | Oui    |
| Tchéquie    | 29 686              | 16 462              | 19 352              | Oui    |
| Autriche    | 15 950              | 10 346              | 9 613               | Oui    |
| Hongrie     | 14 585              | 9 368               | 8 853               | Oui    |
| Bulgarie    | 5 057               | 8 005               | 8 020               | Non    |
| Slovaquie   | 11 075              | 7 735               | 6 803               | Oui    |
| Suède       | 5 004               | 4 414               | 5 050               | Oui    |
| Irlande     | 4 871               | 3 070               | 3 141               | Oui    |
| Grèce       | 2 014               | -                   | 2 901               | Non    |
| Lettonie    | 7 320               | 2 608               | 2 239               | Oui    |
| Danemark    | 4 957               | -                   | 1 737               | Oui    |
| Estonie     | 2 583               | -                   | 1 040               | Oui    |
| Andorre     | 743                 | -                   | 737                 | Non    |
| Finlande    | 1 797               | -                   | 558                 | Non    |
| Slovénie    | 965                 | -                   |                     | Non    |
| Monaco      | 948                 | -                   |                     | Non    |
| Croatie     | 599                 | -                   |                     | Non    |
| Malte       | 407                 | -                   |                     | Non    |
| Chypre      | 266                 | -                   |                     | Non    |

#### Partage réciproque
Certains pays ont signé des accords bilatéraux pour faciliter l'échange d'informations. Par exemple la Belgique et la France sont convenues d'un accord publié au Journal officiel de la République française le 18 octobre 2015.
En novembre 2020, dix-neuf pays de l'Union européenne (sur 26 pays membres hors France) sont partenaires.
- D’accord :  Belgique depuis juin 2012
- D’accord :  Pays-Bas depuis février 2014
- D’accord :  Allemagne depuis février 2014
- D’accord :  Espagne depuis janvier 2015
- D’accord :  Pologne depuis août 2015
- D’accord :  Roumanie depuis octobre 2015
- D’accord :  Italie depuis janvier 2016
- D’accord :  Luxembourg depuis janvier 2016
- D’accord :  Autriche depuis décembre 2016
- D’accord :  Slovaquie depuis mars 2017
- D’accord :  Hongrie depuis mars 2017
- D’accord :  Tchéquie depuis juillet 2017
- D’accord :  Portugal depuis décembre 2017
- D’accord :  Lettonie depuis juillet 2018
- D’accord :  Lituanie depuis juillet 2018
- D’accord :  Estonie depuis juillet 2018
- D’accord :  Irlande depuis juin 2019
- D’accord :  Suède depuis juin 2019
- D’accord :  Danemark depuis novembre 2020

Un pays en dehors de l'Union européenne :
- D’accord :  Suisse depuis juillet 2009

#### Aucun partage
En novembre 2020, sept pays de l'Union européenne (sur 26 pays membres hors France) ne sont pas partenaires.
- Pas d’accord :  Bulgarie
- Pas d’accord :  Chypre
- Pas d’accord :  Croatie
- Pas d’accord :  Finlande
- Pas d’accord :  Grèce
- Pas d’accord :  Malte
- Pas d’accord :  Slovénie

En janvier 2021, seize pays européens non membres de l'Union européenne ne sont pas partenaires.
- Pas d’accord :  Albanie
- Pas d’accord :  Andorre
- Pas d’accord :  Biélorussie
- Pas d’accord :  Bosnie-Herzégovine
- Pas d’accord :  Islande
- Pas d’accord :  Liechtenstein
- Pas d’accord :  Macédoine du Nord
- Pas d’accord :  Moldavie
- Pas d’accord :  Monaco
- Pas d’accord :  Monténégro
- Pas d’accord :  Norvège
- Pas d’accord :  Royaume-Uni
- Pas d’accord :  Russie
- Pas d’accord :  Saint-Marin
- Pas d’accord :  Serbie
- Pas d’accord :  Ukraine
- Pas d’accord :  Vatican
- Si un véhicule est acheté en France ou de passage en France, ou si un véhicule ne quitte jamais la France mais est immatriculé à l'étranger. Ce cas particulier est possible si son propriétaire réside plus de trois-quarts de l'année (huit mois) dans un pays étranger. L'assurance est obligatoire et doit spécifier le conducteur habituel si le titulaire prête son véhicule.

- S'ajoutent les véhicules immatriculés au Brésil, au Guyana et au Suriname qui sont verbalisés par les radars automatiques présents en Guyane.

## Dégradation des appareils de contrôle

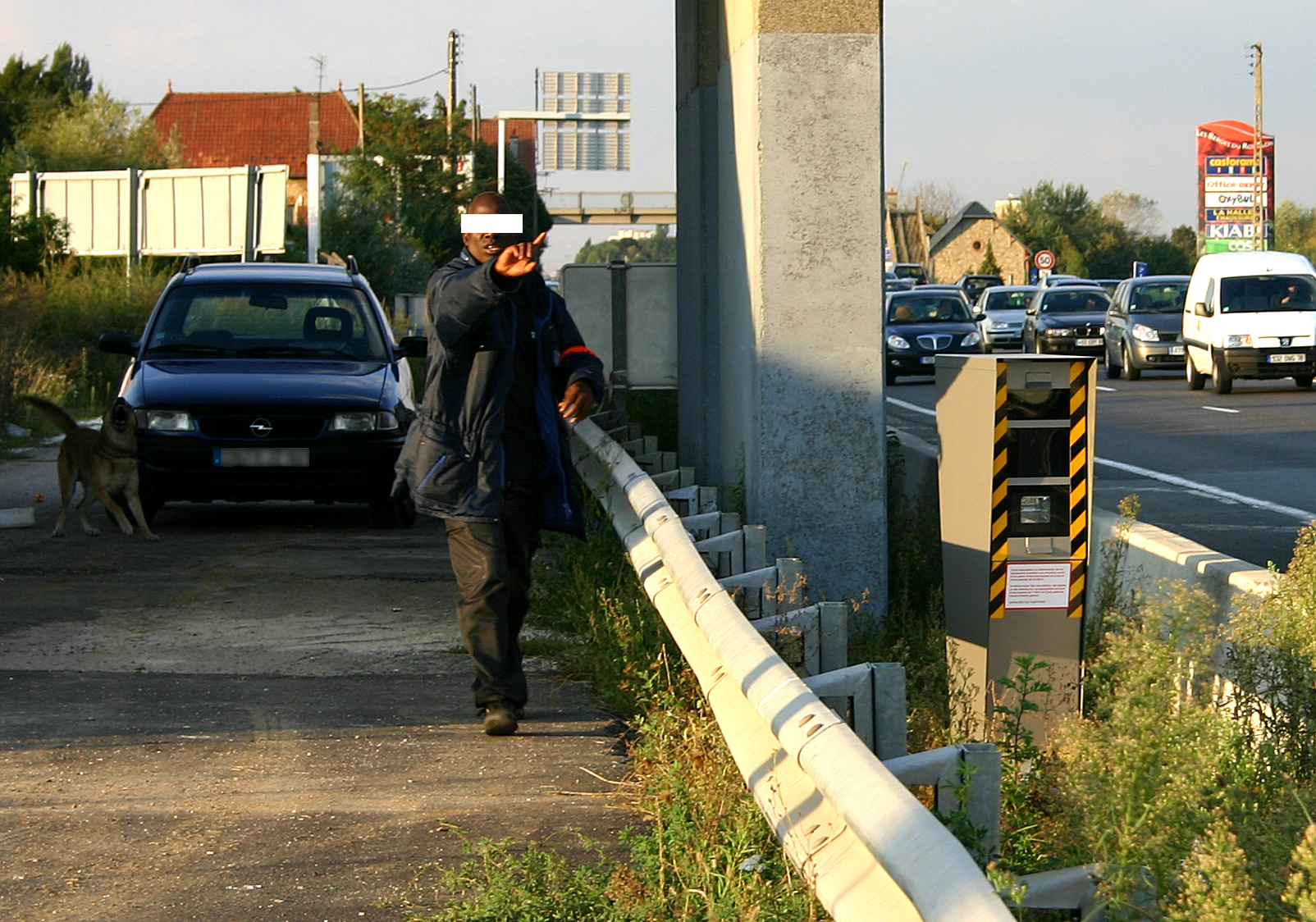
Gardiennage de l'armoire automatisée de La Ville-du-Bois.

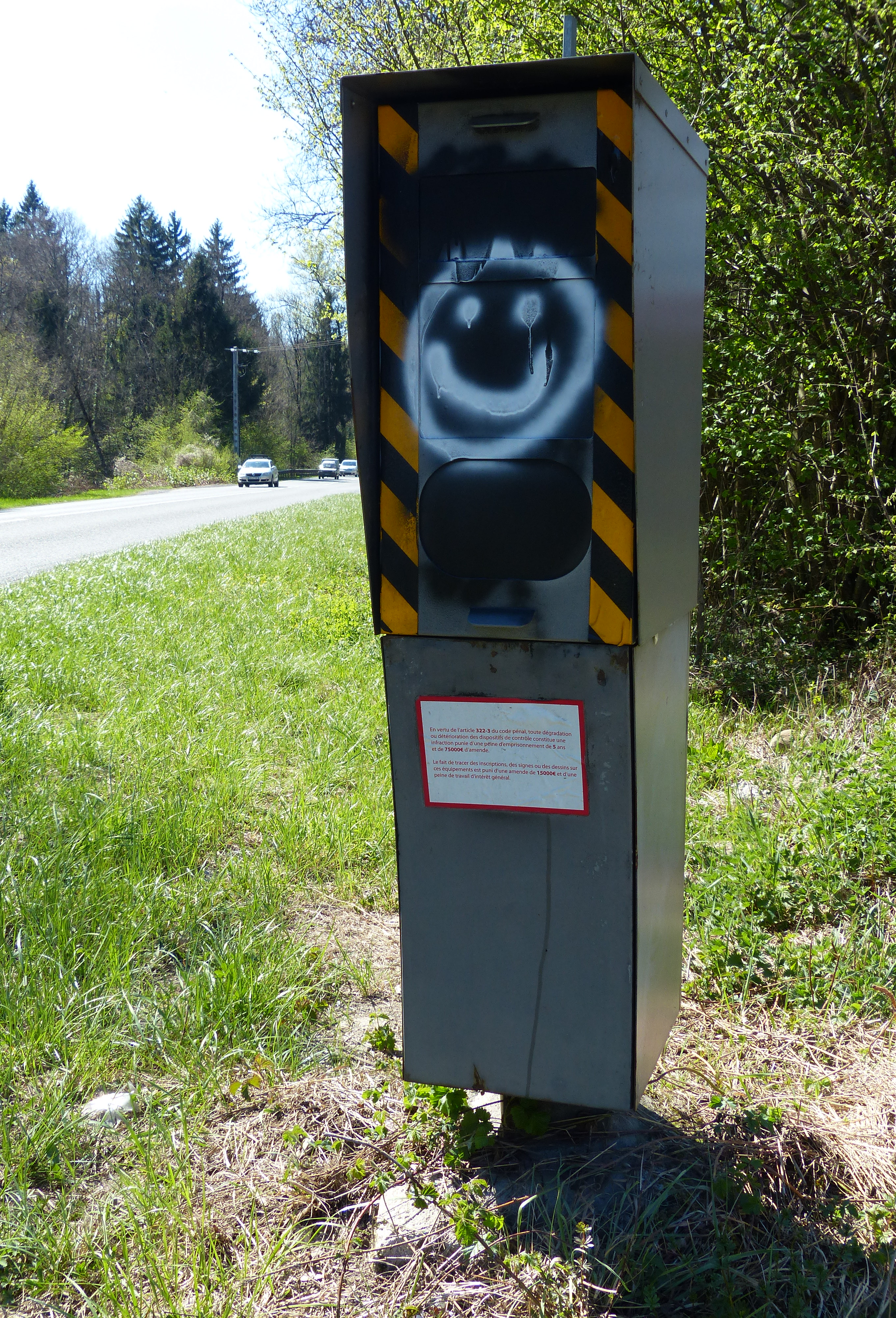
Radar vandalisé avec de la peinture.

Les radars automatiques sont conçus pour résister à tout type d'agression ne dépassant pas un certain niveau, mais ils sont souvent vandalisés. La direction départementale de l'équipement dépose généralement plainte au nom de l'État en cas de dégradation, de détérioration ou de destruction volontaire d'un radar automatique.
Entre 2007 et 2008, un délinquant, Frédéric Rabiller, se faisant passer pour le groupe FNAR a dégradé des radars automatiques en Île-de-France et dans ses environs.
Les chiffres officiels font état en 2008 de 80 % de cabines vandalisées au moins une fois.[réf. nécessaire]

### Les sanctions

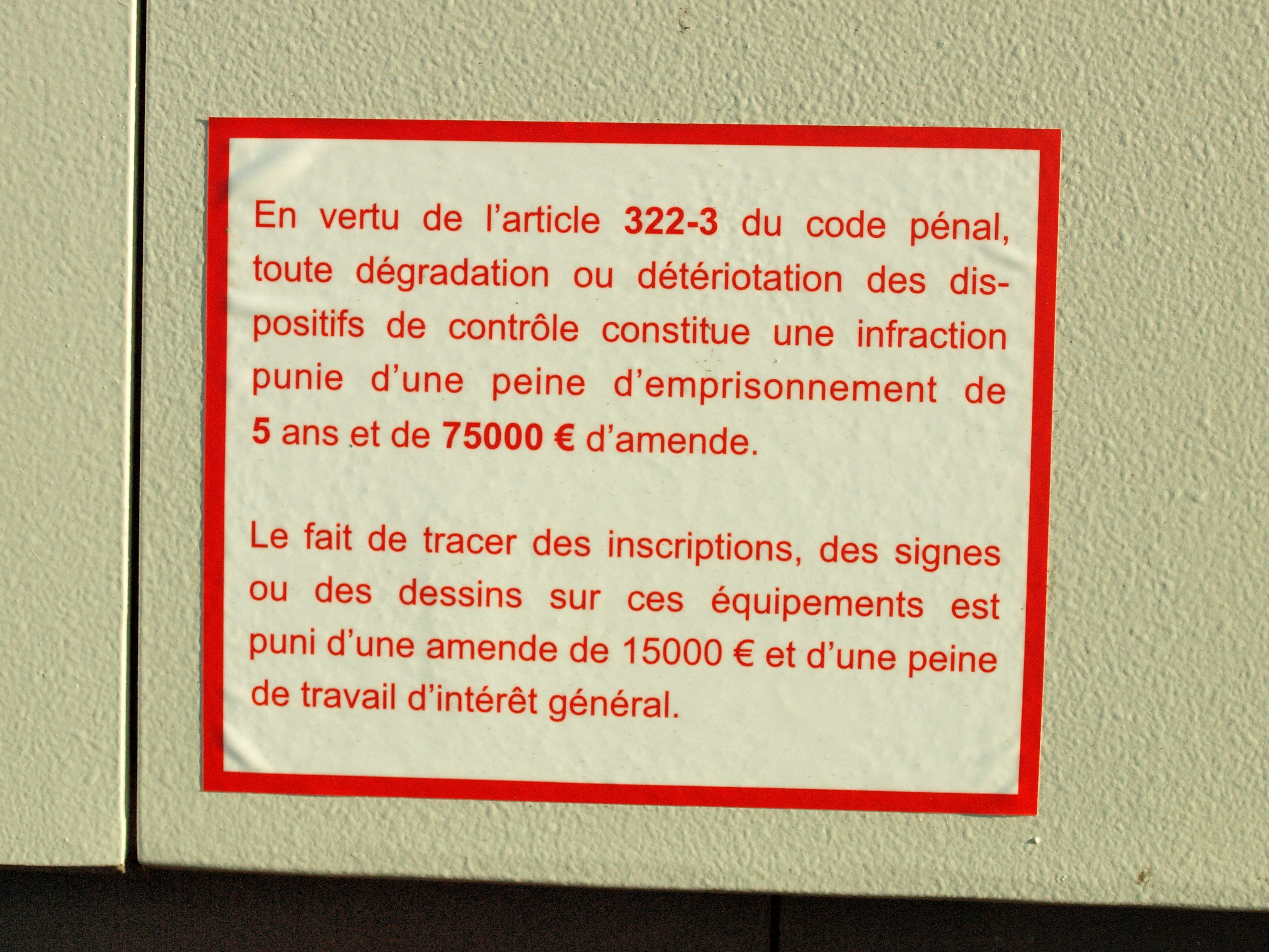
Affichage sur le boitier des sanctions encourues en cas de dégradation du radar.

La destruction, la dégradation ou la détérioration d'un bien public constitue une infraction qui peut être punie de cinq ans d'emprisonnement et de 75 000 euros d'amende (Article 322-3 du Code pénal).
Le fait de tracer des inscriptions, des signes ou des dessins sur cet équipement est puni d'une amende de 15 000 euros et d'une peine de travail d'intérêt général (Article 322-3 du Code pénal).

## Quelques bilans

### Nombre de radars installés
Apparus en France fin 2003, au nombre de 257 fin 2004, on comptait 870 radars automatiques fin 2005.
Le nombre de radars fixes en service au 18 juin 2007 était de 961. Il est prévu d'implanter 500 nouveaux dispositifs de contrôle sanction automatisés en 2007. Ce programme d'installation devrait comprendre 450 dispositifs « vitesse » (250 radars fixes et 200 radars mobiles) ainsi que 50 dispositifs « autres infractions » (interdistances, feux rouges). En 2008, on en comptait 1 473 radars fixes et à la fin 2012, il devrait y en avoir 2 200 le long des routes françaises.
En nombre de radars par habitant, la France en compte moins que les pays suivants : Suède, Italie, Autriche, Belgique, Angleterre, Pays-Bas et Allemagne.

### Statistiques
En vies perdues par année dans des accidents de la route, l'Observatoire national interministériel de la sécurité routière (ONISR) recense :
- En 1998, 8 437 tués à 6 jours constatés, soit 8 552 tués estimés à 30 jours[90] ;
- En 2000, 7 643 tués à 6 jours constatés, soit 8 091 tués estimés à 30 jours[90] ;
- En 2002, 7 242 tués à 6 jours constatés, soit 7 655 tués estimés à 30 jours[91] ;
- En 2003, 5 731 tués à 6 jours constatés, soit 6 058 tués estimés à 30 jours[92] :
- En 2004, 5 232 tués à 6 jours constatés, soit 5 593 tués estimés à 30 jours[93] ;
- En 2005, 5 318 tués à 30 jours[92] ;
- En 2006, 4 709 tués à 30 jours[94].
- En 2008, 4 275 tués à 30 jours[94].
- En 2010, 3 992 tués à 30 jours[94].
- En 2012, 3 653 tués à 30 jours[94].
- En 2014, 3 384 tués à 30 jours[94].
- En 2016, 3 477 tués à 30 jours[94].

On peut observer une diminution continue jusqu'en 2013 du nombre de morts par accident. De multiples facteurs expliquent cette diminution, notamment l'amélioration des véhicules (structure, ABS...), du réseau (autoroutes, routes à 2x2 voies...), de la qualité de la chaussée, de la visibilité, de la signalisation, de l'information routière (GPS, météo, ralentissements, incidents...), de l'éducation routière, ainsi que la répression des infractions routières. La période d'introduction des radars automatiques fin 2003 correspond à un ralentissement de plus en plus marqué du rythme de cette diminution du nombre de morts par accident, jusqu'à une quasi stabilisation à partir de 2013.
Une étude de l'Observatoire national interministériel de la sécurité routière établit que le nombre de décès sur la route en France ramené au nombre de kilomètres parcouru a assez peu baissé depuis 2000. Les plus grands progrès ont été réalisés entre 1970 et 1990 (division par 4). Entre 1990 et 2009, la baisse n'est que de moitié.
D'après les services de l’État, trois quarts de la baisse de mortalité survenue entre 2003 et 2010 peuvent être considérés comme un bénéfice lié aux dispositifs de contrôle de vitesse,.

### Contraventions
- En 2004, plus de deux millions de contraventions ont été dressées grâce aux radars automatiques, dont un tiers sont inexploitables, faute d'identification des contrevenants.
- En 2005, le service de traitement des amendes a envoyé 4,2 millions de PV. En moyenne chaque cabine dresse une cinquantaine de PV par jour. À savoir qu'un tiers des contraventions finissent à la poubelle soit parce que l'image est floue, soit parce qu'il s'agit d'un automobiliste étranger ou encore d'une moto. Ainsi environ 2,8 millions d'automobilistes ont été verbalisés en 2005, un chiffre en augmentation par rapport à 2004.

### Effet sur la vitesse
La proportion des automobilistes dépassant la vitesse autorisée de plus de 10 km/h est tombée de 26,3 % en 2003 à 21,9 % en 2004.
Une contre-enquête réalisée par Damien Lasfargues, dans le magazine Auto Plus no 987, révèle que l'automobiliste n'a pas levé le pied sur les routes départementales, routes les plus accidentogènes, et les moins équipées de radars automatiques.

### Recettes
En vingt ans d'existence, les radars automatiques français ont rapporté au Trésor public 12,6 milliards d'euros avec 209 millions d'amendes distribuées.
Les radars automatiques ont apporté :
- 106 millions d'euros en 2004 (première année pleine) ;
- 205 millions d'euros en 2005 ;
- 349 millions d'euros en 2006 ;
- 641 millions d'euros en 2011[101] ;
- 920 millions d'euros en 2016[101].
- environ un milliard d'euros pour l'année 2017.

En moyenne un radar rapporte 208 000 euros par an.
Le projet de loi de finances 2007 prévoyait de réaffecter 157 millions d'euros sur le compte spécial « radars » (62 pour le fonctionnement et 54 pour l'investissement), 100 millions à l'Agence de financement des infrastructures de transport de France (Afitf), le solde revenant aux communes pour des actions de sécurité routière.
Selon le quotidien Les Échos, en 2014-2015 leur coût de fonctionnement se situait autour de 220 millions d'euros, « le solde est affecté aux collectivités locales, aux nouvelles infrastructures de transport en France et au désendettement de l'État ».
En 2018, les recettes ont chuté de 15 % ce qui a conduit à un manque de 190 millions d'euros au budget de l'Agence de financement des infrastructures de transport de France, ce qui pourrait retarder le financement de certains grands travaux.

### Nombre de points enlevés
Près de huit millions de points ont été retirés des permis de conduire en 2006 contre sept millions en 2005.
Les chiffres officiels 2008 : dix-sept millions de flashes, dix millions de procès-verbaux envoyés environ et près de dix millions de points retirés. Trente mille points de permis de conduire sont retirés tous les jours et près de cent mille permis supprimés. La France devient « championne d’Europe » de permis de conduire annulés.

### Contestations
En moyenne, environ vingt amendes par jour et par radar, qu'il soit fixe ou mobile, sont expédiées par la poste. Environ 70 % du montant des amendes est recouvré. Selon les chiffres officiels, les recours devant les tribunaux administratifs ont bondi de 334 % entre 2004 et 2008.[réf. nécessaire]

## Redevance départementale sur les radars
Constatant qu’aucune des recettes ne revenait aux départements puisque la part des recettes consacrée à l'Agence de financement des infrastructures de transport de France en France (Afitf) ne concerne que les routes nationales, alors même que plus de 40 % des radars sont situés sur des routes départementales, certains départements ont décidé d’instaurer une redevance sur les radars implantés sur le domaine public routier départemental,,.
Les préfets ont systématiquement attaqué devant le tribunal administratif les délibérations départementales instaurant ces redevances et avaient jusqu’au mois de mai 2007 obtenu gain de cause. Mais le 24 mai 2007, la cour administrative d’appel de Versailles a réalisé une première en invalidant le premier jugement du tribunal administratif qui déboutait le Conseil général de l’Essonne. Cette décision a été confirmée le 5 juillet 2007.
Les arguments en faveur de la légalité de la délibération sont les suivants :
- la délibération ne violait pas les règles d’affectation budgétaire de l’État ;
- le principe de gratuité du domaine public départemental ne peut pas s’appliquer aux radars car il ne s’agit pas « d’un service public bénéficiant à tous » ;
- le département n’avait pas commis d’erreur manifeste d’appréciation en liant le montant de la redevance au produit tiré par l’État des radars et pas seulement à la surface qu’ils occupent.

En effet la Cour Administrative d'Appel de Marseille a rejeté le 9 juillet 2007 l'appel formé par les Conseils généraux de l'Aude et de l'Hérault en décidant qu'il n'est pas possible d'instituer une redevance d'occupation du domaine public routier départemental pour l'implantation de radars automatiques. Pour ce faire, elle se fonde sur une vieille théorie jurisprudentielle - celle des mutations domaniales -, qu'on croyait disparue. Cela signifie que, bien qu'on ne soit pas sur le domaine de l'État, on l'est quand même. Cette décision est contraire à celle du tribunal de Versailles[réf. nécessaire].
Toutefois, le Conseil d'État, par plusieurs arrêts rendu le 31 octobre 2007, a donné raison à l'État en estimant que les équipements en question, faisant partie intégrante de la voirie, ne pouvaient faire l'objet d'une redevance d'occupation du domaine public. Les Hauts magistrats se sont appuyés sur les dispositions combinées des articles L. 117-1 et L. 111-1 du code de la voirie routière.

## Efficacité
Un bilan pour 2013 comparant quantitativement les accidents survenus au cours des cinq années avant et après la mise en place des radars, sur des zones de 1 000 et 4 000 mètres autour des radars, fait apparaître une baisse conséquente du nombre d'accidents et du nombre de tués.

## Présence sur le territoire
| Département             | Radars fixes | Radars tourelles | Radars tronçons | Radars franchissements | Total |
| ----------------------- | ------------ | ---------------- | --------------- | ---------------------- | ----- |
| Ain                     | 9            | 0                | 0               | 0                      | 9     |
| Aisne                   | 16           | 6                | 0               | 0                      | 22    |
| Allier                  | 19           | 7                | 1               | 0                      | 27    |
| Alpes-de-Haute-Provence | 8            | 6                | 0               | 1                      | 15    |
| Hautes-Alpes            | 7            | 4                | 2               | 0                      | 13    |
| Alpes-Maritimes         | 22           | 6                | 1               | 24                     | 53    |
| Ardèche                 | 6            | 7                | 2               | 2                      | 17    |
| Ardennes                | 7            | 4                | 0               | 0                      | 11    |
| Ariège                  | 5            | 5                | 2               | 1                      | 13    |
| Aube                    | 22           | 4                | 0               | 5                      | 31    |
| Aude                    | 6            | 7                | 0               | 6                      | 19    |
| Aveyron                 | 9            | 1                | 0               | 0                      | 10    |
| Bouches-du-Rhône        | 10           | 12               | 7               | 36                     | 65    |
| Calvados                | 17           | 5                | 0               | 0                      | 22    |
| Cantal                  | 13           | 2                | 0               | 2                      | 17    |
| Charente                | 16           | 2                | 1               | 24                     | 43    |
| Charente-Maritime       | 8            | 4                | 3               | 6                      | 21    |
| Cher                    | 7            | 8                | 0               | 13                     | 28    |
| Corrèze                 | 9            | 4                | 3               | 5                      | 21    |
| Corse-du-Sud            | 12           | 0                | 0               | 0                      | 12    |
| Haute-Corse             | 13           | 0                | 0               | 0                      | 13    |
| Côte-d'Or               | 14           | 1                | 2               | 9                      | 26    |
| Côtes-d'Armor           | 18           | 4                | 0               | 2                      | 24    |
| Creuse                  | 9            | 0                | 1               | 0                      | 10    |
| Dordogne                | 17           | 2                | 2               | 5                      | 26    |
| Doubs                   | 16           | 0                | 4               | 0                      | 20    |
| Drôme                   | 11           | 8                | 2               | 3                      | 24    |
| Eure                    | 20           | 15               | 1               | 5                      | 41    |
| Eure-et-Loir            | 26           | 6                | 0               | 1                      | 33    |
| Finistère               | 13           | 2                | 1               | 1                      | 17    |
| Gard                    | 12           | 17               | 4               | 20                     | 53    |
| Haute-Garonne           | 16           | 7                | 2               | 19                     | 44    |
| Gers                    | 19           | 0                | 0               | 0                      | 19    |
| Gironde                 | 15           | 5                | 0               | 13                     | 33    |
| Hérault                 | 14           | 11               | 6               | 28                     | 59    |
| Ille-et-Vilaine         | 22           | 12               | 1               | 6                      | 41    |
| Indre                   | 18           | 4                | 0               | 0                      | 22    |
| Indre-et-Loire          | 17           | 7                | 1               | 12                     | 37    |
| Isère                   | 12           | 9                | 3               | 8                      | 32    |
| Jura                    | 15           | 1                | 0               | 0                      | 16    |
| Landes                  | 17           | 5                | 0               | 4                      | 26    |
| Loir-et-Cher            | 16           | 7                | 0               | 0                      | 23    |
| Loire                   | 5            | 6                | 0               | 9                      | 20    |
| Haute-Loire             | 6            | 11               | 1               | 2                      | 20    |
| Loire-Atlantique        | 31           | 4                | 2               | 9                      | 46    |
| Loiret                  | 20           | 10               | 4               | 12                     | 46    |
| Lot                     | 8            | 1                | 0               | 0                      | 9     |
| Lot-et-Garonne          | 7            | 14               | 1               | 14                     | 35    |
| Lozère                  | 3            | 3                | 0               | 0                      | 6     |
| Maine-et-Loire          | 23           | 5                | 0               | 4                      | 32    |
| Manche                  | 22           | 0                | 0               | 4                      | 26    |
| Marne                   | 22           | 3                | 1               | 2                      | 28    |
| Haute-Marne             | 16           | 5                | 0               | 8                      | 29    |
| Mayenne                 | 17           | 3                | 0               | 0                      | 20    |
| Meurthe-et-Moselle      | 12           | 1                | 0               | 14                     | 27    |
| Meuse                   | 11           | 1                | 0               | 0                      | 12    |
| Morbihan                | 23           | 3                | 1               | 2                      | 29    |
| Moselle                 | 20           | 3                | 0               | 3                      | 26    |
| Nièvre                  | 11           | 4                | 1               | 0                      | 16    |
| Nord                    | 34           | 3                | 3               | 42                     | 82    |
| Oise                    | 27           | 47               | 0               | 27                     | 101   |
| Orne                    | 17           | 8                | 2               | 0                      | 27    |
| Pas-de-Calais           | 18           | 2                | 3               | 17                     | 40    |
| Puy-de-Dôme             | 12           | 6                | 1               | 10                     | 29    |
| Pyrénées-Atlantiques    | 14           | 4                | 1               | 18                     | 37    |
| Hautes-Pyrénées         | 7            | 3                | 0               | 3                      | 13    |
| Pyrénées-Orientales     | 13           | 0                | 2               | 14                     | 29    |
| Bas-Rhin                | 18           | 7                | 1               | 11                     | 37    |
| Haut-Rhin               | 14           | 5                | 0               | 16                     | 35    |
| Haute-Saône             | 4            | 10               | 0               | 3                      | 17    |
| Saône-et-Loire          | 19           | 5                | 1               | 2                      | 27    |
| Sarthe                  | 19           | 4                | 0               | 14                     | 37    |
| Savoie                  | 20           | 7                | 0               | 6                      | 33    |
| Haute-Savoie            | 24           | 3                | 1               | 7                      | 35    |
| Paris                   | 28           | 0                | 0               | 11                     | 39    |
| Seine-Maritime          | 11           | 3                | 2               | 18                     | 34    |
| Seine-et-Marne          | 20           | 6                | 0               | 4                      | 30    |
| Yvelines                | 35           | 8                | 2               | 19                     | 64    |
| Deux-Sèvres             | 17           | 7                | 1               | 5                      | 30    |
| Somme                   | 22           | 6                | 0               | 14                     | 42    |
| Tarn                    | 15           | 12               | 0               | 0                      | 27    |
| Tarn-et-Garonne         | 13           | 16               | 0               | 7                      | 36    |
| Var                     | 12           | 11               | 4               | 26                     | 53    |
| Vaucluse                | 11           | 9                | 2               | 21                     | 43    |
| Vendée                  | 11           | 17               | 0               | 1                      | 29    |
| Vienne                  | 17           | 5                | 0               | 5                      | 27    |
| Haute-Vienne            | 13           | 7                | 1               | 2                      | 23    |
| Vosges                  | 15           | 6                | 1               | 0                      | 22    |
| Yonne                   | 20           | 7                | 0               | 2                      | 29    |
| Territoire-de-Belfort   | 4            | 3                | 0               | 2                      | 9     |
| Essonne                 | 27           | 2                | 2               | 17                     | 48    |
| Hauts-de-Seine          | 27           | 0                | 2               | 9                      | 38    |
| Seine-Saint-Denis       | 16           | 0                | 0               | 3                      | 19    |
| Val-de-Marne            | 18           | 0                | 0               | 9                      | 27    |
| Val-d'Oise              | 23           | 1                | 1               | 34                     | 59    |
| Guadeloupe              | 10           | 11               | 0               | 0                      | 21    |
| Martinique              | 21           | 0                | 0               | 0                      | 21    |
| Guyane                  | 8            | 0                | 0               | 0                      | 8     |
| La-Réunion              | 14           | 0                | 0               | 0                      | 14    |
| Mayotte                 | 0            | 0                | 0               | 0                      | 0     |

La catégorie « radar fixes » comprend les MESTA 210 (mis en service en 2003), les MESTA 210C (mis en service en 2006), les PARIFEX LYNX (mis en service en 2009), les PARIFEX FALCO (mis en service en 2016), les MESTA 210D (mis en service en 2016), et les PARIFEX FALCO DOUBLE FACE (mis en service en 2019). Ils verbalisent les excès de vitesse.
La catégorie « radar tourelle » comprend les MESTA FUSION (mis en service en 2018), les IDEMIA URBAIN (mis en service en 2020) et les PARIFEX URBAIN (mis en service en 2020). Ils verbalisent les excès de vitesse ainsi que le franchissement de feux tricolores ou de passages à niveau.
La catégorie « radar tronçons » comprend les MESTA 5000 SMART (mis en service en 2012). Ils verbalisent les excès de vitesse.
La catégorie « radar franchissements » comprend les MESTA 3000FFR (mis en service en 2009), les GATSO GTC GS11 (mis en service en 2009), et les AXIMUM CAPTOR (mis en service en 2009). Ils verbalisent le franchissement de feux tricolores ou de passages à niveaux ainsi que l'éventuel excès de vitesse associé à ladite infraction.
La catégorie « radar mobiles » comprend les radars embarqués à bord de véhicules qui fonctionnent à l'arrêt, MESTA 210 (mis en service en 2004), et MESTA 210C (mis en service en 2006), ainsi que les radars embarqués à bord de véhicules en mouvement (appelés « voitures radars »), GATSO MILLIA (mis en service en 2013). Ils verbalisent les excès de vitesses.

## Controverses
Dès la mise en place du système radars en 2003 et 2004, une polémique s'ouvre, provoquée par le chercheur Jean-Gustave Padioleau, chargé en août 2003 d'un programme public de recherche sur les transports terrestres. Dans une tribune publiée par Libération le 6 janvier 2004 celui-ci dénonce les non-dits du système Contrôle Sanction Automatisé (CSA) et critique « un «complexe de radars» [qui] se met en place sans enquêtes parlementaires ex-ante, sans audits de suivi ni évaluation de son fonctionnement. » Critiqué par Rémy Heitz (directeur de la Sécurité routière) pour « absence d'impartialité », il voit ses crédits de recherche suspendus,. Celui-ci écrit alors un ouvrage qui paraît en 2005 aux éditions L'Harmattan, La Société du radar, qui raconte la genèse des radars routiers français depuis l'intérieur du système. Ce « voyage au sein des réseaux sarkozystes » dénonce, outre l'opacité du système, la « mainmise d'intérêts marchands » favorisée par un « État coercitif » et propose de rendre le « contrôle de vitesse automatisé au citoyen ».
En 2008, Sylvie Lidgi, docteur en sciences sociales et professeur à l’Institut français d’urbanisme (IFU), spécialiste des politiques publiques, publie un ouvrage aux éditions Michalon, Tous délinquants ?, dans lequel l'auteur s’attaque aux mythes de la sécurité routière et notamment aux « multiples clichés agités depuis trente ans par les tenants du tout répressif pour imposer leur conception morale de la conduite automobile ».

### Contestation du radar ou des règlements?

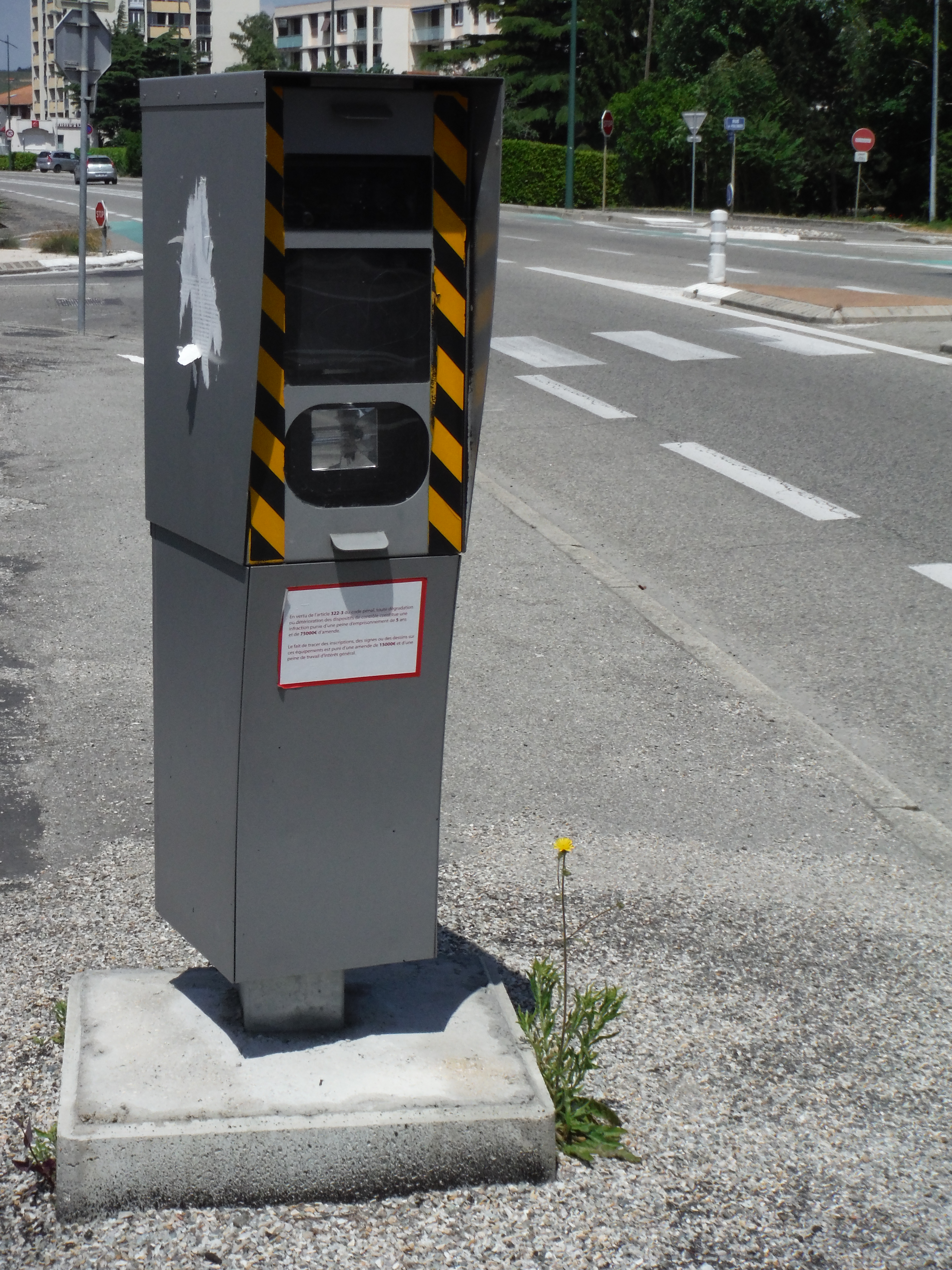
Nouvel emplacement du radar automatique de Tournon-sur-Rhône après la demande de déplacement d'un riverain.

En France, le rôle du radar automatique est de verbaliser les contraventions aux règlements, en particulier les articles R413-1 à R413-15 du Code de la route. La contestation peut donc se faire sur deux points :
- contestation du règlement en lui-même : c'est souvent le règlement en lui-même qui est contesté, les détracteurs prétendant que limiter la vitesse ne fait pas baisser le nombre ni la gravité des accidents, ou bien que cette limitation est appliquée de manière injustifiée sur certains tronçons routiers ; la verbalisation est alors perçue comme injuste car le règlement est considéré comme injuste ;
- contestation de la sanction : il peut paraître paradoxal d'accepter un règlement, mais de contester le fait que l'on veuille le faire respecter ;
  - un argument courant est pourtant « on a mis un radar ici alors que l'on ne déplore aucun accident sur cette portion de route », insinuant que le but du radar est de « protéger » une portion de route (alors qu'il est de punir une infraction au règlement),
  - l'accusation de « rente » relève également de la contestation de la sanction pécuniaire, et non pas du règlement en lui-même,
  - dans le même ordre d'idées, certains reprochent le fait que l'on puisse être verbalisé pour un dépassement involontaire de la vitesse limite, pourtant la contravention involontaire est normalement punie en France[115].

Il est possible de demander qu'un radar soit déplacé. Le propriétaire d'un terrain à Tournon-sur-Rhône a obtenu le déplacement d'un radar automatique situé devant son terrain et qui en gênait l'accès.

### Critiques

#### Critique de la pertinence des limitations de vitesse
Le nombre très élevé d'infractions relevées par certains appareils (plus de trois cents par jour sur certaines portions de route) conduit certaines personnes à s'interroger sur la pertinence de la limitation de vitesse de ces zones[réf. nécessaire]. Ces radars à fort rendement opèrent en effet majoritairement sur des portions à chaussées séparées situées en entrée d'autoroutes et limitées à 110 km/h[réf. nécessaire]. La forte fréquence des infractions pourrait donc être liée, en plus de l'inattention des usagers, à la typologie ambiguë de ces voies[réf. nécessaire].

#### Critiques des amendes et du permis à point
Le journaliste du Nouvel Observateur Airy Routier, ancien chroniqueur automobile, roulant lui-même sans permis, publie en 2007 un livre intitulé La France sans permis,, qui se veut être une charge contre les partisans d'une politique sécuritaire routière et contre le système actuel « répressif et infantilisant » qui n'a d'autre volonté que de transformer « d'honnêtes citoyens en délinquants » et de « favoriser un racket fiscal ». En réaction, Cécile Petit, la déléguée interministérielle à la Sécurité routière a déclaré : « Ce livre est rempli de contre-vérités et de raccourcis. Le permis à points est une démarche de responsabilisation. On ne perd pas son permis par hasard. »
En septembre 2008, le professeur Claude Got publie un livre intitulé La violence routière, des mensonges qui tuent. Fin décembre 2008, Airy Routier estime que plusieurs passages du chapitre 10 de ce livre portent atteinte à son honneur et entreprend une procédure judiciaire pour diffamation. Le tribunal de grande instance de Paris déboute Airy Routier de toutes ses demandes en 2009. Les motifs du jugement mentionnent que Claude Got « pouvait affirmer comme il l'a fait que les erreurs factuelles et de raisonnement qu'il dénonçait relevaient d'une volonté délibérée de l'auteur de travestir la vérité et de tromper le lecteur ».
En 2009, Jean-Luc Nobleaux mène une charge virulente dans un livre intitulé Radars : Le grand mensonge. Après quatre ans d'enquête, ce journaliste spécialisé auto et moto depuis une trentaine d'années dévoile les coulisses d'un système « radars » qu'il dénonce comme inefficace.
L'ex-commissaire divisionnaire Philippe Vénère estime dans Le grand racket des automobilistes que les radars, « une affaire formidablement juteuse pour l'État », n'ont plus d'impact sur la vitesse pure des automobilistes et la sécurité routière. Il révèle que les forces de l'ordre, policiers et gendarmes, sont soumis par leur hiérarchie à des « quotas de PV ». Dans son livre, l'ancien commissaire, sans nier « la nécessité de respecter le code de la route », fustige une « politique du tout répressif des pouvoirs publics ».

#### Critique du lien entre vitesse et mortalité
La Ligue de défense des conducteurs dénonce régulièrement le discours des autorités publiques lié aux effets de la vitesse sur l'accidentalité. Elle conteste en particulier la formule selon laquelle : « 1 % de vitesse en moins c’est 4 % de morts en moins » basée sur la modèle de Nilsson. Une étude commandée vers 2013 par la Ligue de défense des conducteurs, produite par la Société de calcul mathématique (SCM) montrerait l'absence de légitimité des formules utilisées pour lier scientifiquement la vitesse à la mortalité routière. Cette étude est remise en cause par Laurent Carnis, chercheur à l'IFSTTAR, qui dénonce des biais méthodologiques, des présentations erronées des données et une absence de relecture de cette étude par un comité indépendant.
Les effets de la mise en place du CSA font désormais l'objet d'études en montrant l'efficacité. Le rapport du Forum international des transports publié en mars 2018, propose une revue de onze cas proposés par dix pays membres de l'OCDE. Il analyse ainsi la mise en place des radars automatiques en France à partir de 2003. S'appuyant sur seize études ou articles, il conclut que l'impact de cette mesure de sécurité routière se traduit, de 2002 à 2005, par une baisse des décès de 38 % sur les autoroutes, de 14 % en zone urbaine, et de 25 à 35 % en zone rurale. Parmi les études analysées, on peut relever celles de M. Calvet, S. Lassarre, L. Carnis et E. Blais, et celle de l'ONISR.

#### Critique de la gestion
Constatant l'efficacité des radars pour réduire la mortalité routière, la cour des comptes émet chaque année un bilan critique de la compatibilité du CAS.

Le rapport de 2021 émet diverses critiques:

« l’apparition en 2003 du contrôle sanction automatisé a permis d’obtenir des résultats incontestables, à un coût maîtrisé. La baisse constatée de la vitesse moyenne sur les routes concernées par la limitation à 80 km/h de la vitesse maximale autorisée a également contribué à la sécurité des usagers.
Pertinent au fond, le choix d’une action prioritaire sur les comportements était cependant aussi un choix par défaut, qui reflétait les difficultés de l’État à agir directement sur d’autres facteurs, notamment les infrastructures routières, du fait de la segmentation des réseaux issue de la décentralisation. »

— Cour des comptes

« la mise hors service des radars à l’occasion de la crise des gilets jaunes avait entraîné un relâchement significatif des comportements des automobilistes et une augmentation de la vitesse moyenne sur les segments routiers concernés, validant ainsi la pertinence et la contribution à la sécurité des usagers du contrôle automatisé. La baisse constatée de la vitesse moyenne sur les routes concernées par la limitation à 80 km/h de la vitesse maximale autorisée va dans le même sens. »

— Cour des comptes, évaluation de la politique publique  de sécurité routière, Rapport public thématique, Juin 2021

« Le manque de lisibilité de la doctrine d’emploi du contrôle sanction automatisé alimente
dans l’opinion publique des critiques, souvent injustifiées, mais auxquelles ne sont pas toujours apportées des réponses adaptées. »

— Cour des comptes, évaluation de la politique publique  de sécurité routière, Rapport public thématique, Juin 2021

## Base législative et réglementaire

### Textes de base
- Loi no 2003-495 du 12 juin 2003[9] renforçant la lutte contre la violence routière.
- Décret no 2003-642 du 11 juillet 2003[10] portant application de certaines dispositions de la loi no 2003-495 du 12 juin 2003 renforçant la lutte contre la violence routière et modifiant notamment le code pénal, le code de procédure pénale et le code de la route.
- Délibération no 03-041 du 23 septembre 2003[134] de la Commission nationale de l'informatique et des libertés portant avis sur un projet d'arrêté interministériel portant création d'un dispositif expérimental visant à automatiser la constatation de certaines infractions routières et l'envoi de l'avis de contravention correspondant et sur un projet d'arrêté modifiant l'arrêté du 29 juin 1992 portant création du système national des permis de conduire.
- Arrêté du 27 octobre 2003[11] portant création du système de contrôle sanction automatisé.
- Décret no 2004-1330 du 6 décembre 2004 relatif aux sanctions en matière de dépassement des vitesses maximales autorisées et modifiant le code de la route.

### Textes connexes
- Arrêté du 29 juin 1992 portant création du Système national des permis de conduire et le projet d'arrêté modificatif de cet arrêté.
- Arrêté du 20 janvier 1994 portant création du fichier national des immatriculations.
- Arrêté du 18 juillet 1994 portant création du traitement automatisé de suivi du recouvrement des amendes et des condamnations pécuniaires.

### Cinémomètres
- Décret no 74-74 du 30 janvier 1974 réglementant la catégorie d'instruments de mesurage : cinémomètres de contrôle routier
- Arrêté du 1er août 1974 relatif à la construction, la vérification et aux modalités techniques d'utilisation des cinémomètres de contrôle routier.
- Décret no 88-682 du 8 mai 1988 relatif au contrôle des instruments de mesure,
- Arrêté du 4 juin 2009 relatif aux cinémomètres de contrôle routier[64].
- Arrêté du 14 avril 1995 modifiant l'arrêté du 7 janvier 1981 relatif à la construction, au contrôle et aux modalités techniques d'utilisation des cinémomètres de contrôle routier.

### Franchissements de feux rouges
- Arrêté du 15 juillet 2004 relatif à l'homologation des équipements de constatation automatisée du franchissement de feux rouges[135].